# 新春かくし芸大会の放送一覧
新春かくし芸大会の放送一覧（しんしゅんかくしげいたいかいのほうそういちらん）では、1964年から2010年まで毎年新春にフジテレビ系列で放送されていた『新春かくし芸大会』にて、2009年（第46回）までに放送された演目を列挙する。

## 第1〜10回

### 第1回
- 放送日 - 1964年1月2日
  - 司会 - なし
  - 審査員 -

### 第2回
- 放送日 - 1965年1月2日
  - 司会 - 高橋圭三
  - 審査員 -

### 第3回
- 放送日 - 1966年1月1日
  - 司会 - 高橋圭三
  - 審査員 - 国友正一、木村義雄、遠山甲、五代目春風亭柳昇

### 第4回
- 放送日 - 1967年1月1日
  - 司会 - 高橋圭三
  - 審査員 -

### 第5回
- 放送日 - 1968年1月1日
  - 司会 - 高橋圭三
  - 審査員 -

### 第6回
- 放送日 - 1969年1月2日
  - 司会 - 高橋圭三
  - 審査員 -

### 第7回
- 放送日 - 1970年1月1日
  - 司会 - 高橋圭三
  - 審査員 -

### 第8回
- 放送日 - 1971年1月1日
  - 司会 - 高橋圭三、芳村真理
  - 審査員 -

### 第9回
- 放送日 - 1972年1月2日
  - 司会 - 高橋圭三、芳村真理
  - 審査員 -

### 第10回
- 放送日 - 1973年1月1日
  - 司会 - 高橋圭三、芳村真理
  - 審査員 -

## 第11〜20回

### 第11回
- 放送日 - 1974年1月1日（火）19:30 - 22:00
- 司会 - 高橋圭三、芳村真理
- 審査員 - 服部良一、中村玉緒ほか

### 第12回
- 放送日 - 1975年1月1日（水）19:00 - 21:55（175分）
- 司会 - 高橋圭三、芳村真理
- 審査員 - 服部良一、新珠三千代、柴田国明、古今亭今輔、加藤芳郎
- 東軍
  - 刑事コロンダ - 井上順、加藤茶（ザ・ドリフターズ）
- 西軍
  - 寺内ガン太郎一家 - いかりや長介（ザ・ドリフターズ）、野口五郎、南沙織、内山田洋とクール・ファイブ、沢田研二、岸部四郎

### 第13回
- 放送日 - 1976年1月1日（木曜日）19:00 - 21:54（174分）
- 司会 - 高橋圭三、芳村真理
- 審査員 - 服部良一、森光子、サトウサンペイ、仁科明子、山口高志
- 書きぞめ - 小柳ルミ子[1]
- 東軍
  - （1）トリオ万才 - せんだみつお（ビリーバンバン）、研ナオコ、山田隆夫（ずうとるび）
  - （2）洋楽演奏 - 天地真理、岡崎友紀、太田裕美、夏木マリ
  - （3）曲独楽 - 堺正章
  - （4）ドラマ「七輪の侍」- 堺正章、ハナ肇、布施明、谷啓、井上順、ジェリー藤尾、犬塚弘、フォーリーブス、志村けん、細川たかし、山口いづみ、ホーン・ユキ、スクールメイツ、菊池剣友会
  - （5）洋舞 - 天地真理、岡崎友紀、研ナオコ、アン・ルイス、キャンディーズ、太田裕美、水沢アキ、小林麻美、岩崎宏美、ザ・リリーズ
  - 応援歌『ロマンス』 - スクールメイツ、岩崎宏美
  - （6）日舞 - 堺正章、井上順、布施明
  - （7）中国語劇「男人真辛苦（男はつらいよ）」- 加藤茶（ザ・ドリフターズ）、井上順、玉川良一、仲本工事（ザ・ドリフターズ）、田辺靖雄、伊東ゆかり、園まり、由紀さおり、天地真理、夏木マリ、アン・ルイス、浅田美代子、千葉紘子、小林麻美、鶴間エリ、藍美代子、ザ・リリーズ、青木美冴
  - （8）サーカス・玉乗り - キャンディーズ、ずうとるび
  - （9）火焰太鼓 - 伊東ゆかり、木の実ナナ、夏木マリ、アン・ルイス、安西マリア、水沢アキ、藍美代子、ホーン・ユキ、スーザン
  - （10）ドラマ「大奥㊙️噂の夜咄し」- せんだみつお、玉川良一、加藤茶（ザ・ドリフターズ）、フォーリーブス、谷啓、犬塚弘、仲本工事（ザ・ドリフターズ）、志村けん（ザ・ドリフターズ）、田辺靖雄、細川たかし、豊川誕、桜田淳子、木の実ナナ
  - （11）足踊り - 布施明、園まり、研ナオコ、ハナ肇、谷啓、加藤茶（ザ・ドリフターズ）、仲本工事（ザ・ドリフターズ）、犬塚弘

- 西軍
  - （1）トリオ万才 - 桂三枝、野口五郎、西城秀樹
  - （2）邦楽演奏 - 梓みちよ、小柳ルミ子、いしだあゆみ、麻丘めぐみ、南沙織、アグネス・チャン
  - （3）南京玉すだれ - いかりや長介（ザ・ドリフターズ）
  - （4）ドラマ「続・仁義ある戦い」- 森進一、沢田研二、郷ひろみ、野口五郎、にしきのあきら、安田伸、高木ブー（ザ・ドリフターズ）、笑福亭鶴光、ピーター、高岡健二、殿様キングス、梓みちよ、小松政夫、いしだあゆみ、トビー門口、あべ静江、嵐寛寿郎、植木等、スクールメイツ
  - （5）洋舞 - 小柳ルミ子、アグネス・チャン、南沙織、麻丘めぐみ、テレサ・テン、エバ、マリア、西川峰子、小川美希、浅野ゆう子
  - 応援歌『誘われてフラメンコ』 - スクールメイツ、郷ひろみ
  - （6）英語劇「水戸黄門漫遊記 MITO PACK  TOUR MY PLAN」- いかりや長介（ザ・ドリフターズ）、西城秀樹、桜井センリ、高木ブー、あいざき進也、小松政夫、岸部シロー、ピーター、内山田洋とクール・ファイブ、小柳ルミ子、南沙織、麻丘めぐみ、西川峰子、草川祐馬、月見おぼん・こぼん、スクールメイツ
  - （7）剣の舞い - 郷ひろみ、あいざき進也、内山田洋とクール・ファイブ、梓みちよ
  - （8）棒踊り - 金井克子、アグネス・チャン、テレサ・テン、エバ、キャッシー、小川美希、岡田奈々、シェリー
  - （9）ドラマ「怪人三十面相」- 五木ひろし、郷ひろみ、にしきのあきら、西城秀樹、桂三枝、前川清、藤田まこと、中尾ミエ、あべ静江、マリア、スクールメイツ
  - （10）囚幡の傘踊り - 森進一、安田伸、小松政夫、あいざき進也、高岡健二、岸部シロー、植木等

### 第14回
- 放送日 - 1977年1月3日（月曜日）19:00 - 21:54（174分）
- 司会 - 高橋圭三、芳村真理
- 審査員 - 服部良一、尾上菊五郎、三遊亭円遊ほか
- 東軍
  - ア〜ア!花の応援団 - 志村けん（ザ・ドリフターズ）、ハナ肇 ほか
    - この回からハナ定番の「銅像ギャグ」が始まる。

  - 応援歌『東村山音頭』 - スクールメイツ、志村けん
  - 英語劇『かぐや姫』 - 松本ちえこ、松鶴家千とせ、子門真人、せんだみつお（ビリーバンバン）、志村けん（ザ・ドリフターズ）、岩崎宏美
- 西軍

### 第15回
- 放送日 - 1978年1月2日（月曜）19:00 - 21:54（174分）
- 司会 - 高橋圭三、芳村真理
- 審査員 - 服部良一、真野響子、具志堅用高、大川橋蔵、岡部冬彦
- 東軍[2]
  - （1）トリオ万才 - 志村けん（ザ・ドリフターズ）、キャンディーズ
  - （2）日舞・幻想の美 - 布施明、桜田淳子
  - （3）フライパン演奏・剣の舞 - キャンディーズ
  - （4）女剣劇「清水次郎長外伝」- 木の実ナナ、園まり、アン・ルイス、松本ちえこ、夏木マリ、太田裕美、キャッツアイ、伊東四朗、香坂みゆき
  - （5）ナンセンスリバイバルドラマ「スーパーマン」 - 堺正章、伊東四朗（てんぷくトリオ）、加藤茶（ザ・ドリフターズ）、アン・ルイス、玉川良一、なべおさみ、ザ・ハンダーズ、松本ちえこ、細川たかし、ハナ肇、山田隆夫、大平透
  - （6）洋舞 ブロードウェイの妖精達 - キャンディーズ、太田裕美、ザ・リリーズ、松本ちえこ、相本久美子、伊藤咲子、五十嵐夕紀、キャッツアイ
  - （7）演奏・サンパクマーナ - 堺正章
  - （8）英語劇「犬神家の親戚」 -  井上順、谷啓、仲本工事（ザ・ドリフターズ）、なべおさみ、キャンディーズ、せんだみつお、由紀さおり、ザ・リリーズ
  - （9）個人芸 詩吟・剣舞 - 太田裕美、せんだみつお（ビリーバンバン）、谷啓
  - （10）マスもの「銭太鼓」 - 千昌夫、園まり、ずうとるび、新沼謙治、山田隆夫、相本久美子、五十嵐夕紀、荒川務、木の実ナナ、千葉紘子、夏木マリ、ザ・リリーズ、清水由貴子、細川たかし
  - （11）パペットダンス・花のワルツ - 加藤茶（ザ・ドリフターズ）、岩崎宏美
  - （12）ドキュメンタリー時代劇 「新選組ー池田屋騒動」 - 布施明、ジェリー藤尾、志村けん、フォーリーブス、ずうとるび、千昌夫、玉川良一、伊東四朗（てんぷくトリオ）、細川たかし、三笑亭夢之助、犬塚弘、ダウン・タウン・ブギウギ・バンド
  - （13）雅楽 - ハナ肇、谷啓、犬塚弘、加藤茶（ザ・ドリフターズ）、仲本工事（ザ・ドリフターズ）、志村けん（ザ・ドリフターズ）
  - 応援歌「暑中お見舞い申し上げます」 - スクールメイツ、キャンディーズ

- 西軍
  - （1）トリオ万才 - 沢田研二、中尾ミエ、テレサ・テン
  - （2）日舞・助六花魁桜 - 森進一、アグネス・ラム、あいざき進也、草川佑馬、渡真介
  - （3）タップダンス - 梓みちよ、小柳ルミ子
  - （4）女剣劇「瞼の母」- 中尾ミエ、小柳ルミ子、高田みづえ、シェリー、桜たまこ、ピンク・レディー、エバ、テレサ・テン、野口五郎
  - （5）ナンセンスアクションドラマ「ロッキー 」- 前川清、いかりや長介（ザ・ドリフターズ）、南沙織、高木ブー（ザ・ドリフターズ）、西城秀樹、タモリ、浅野ゆう子、西川峰子、宮尾すすむ、あいざき進也、狩人、渡真介、輪島功一（特別出演）
  - （6）洋舞 ロックンロールアメリカングラフィティ - 小柳ルミ子、麻丘めぐみ、南沙織、岡田奈々、ピンク・レディー（増田恵子・未唯mie）、浅野ゆう子、エバ、高田みづえ、野中小百合、岸本加世子
  - （7）中国剣舞 - 沢田研二、清水健太郎
  - （8）英語劇「銭形平次捕物帳」 - 森進一、小松政夫、岡田奈々、殿様キングス、桜井センリ、ピンク・レディー、あのねのね（清水国明・原田伸郎）、ピーター、テレサ・テン、高田みづえ、浅野ゆう子、野中小百合、ビューティ・ペア、中尾ミエ
  - （9）個人芸・あやつり三重奏 - 五木ひろし
  - （10）かんこ踊り - あいざき進也、草川祐馬、狩人、角川博、エバ、森田つぐみ、野中小百合、シェリー、殿様キングス
  - （11）龍神の舞 - 野口五郎、郷ひろみ
  - （12）ドラマ「新・仁義ある戦い -首領（ドン）- 」- 森進一、沢田研二、野口五郎、西城秀樹、郷ひろみ、アグネス・ラム、殿様キングス、あのねのね（原田伸郎・清水国明）、梓みちよ、小松政夫、安田伸、ピーター、高木ブー（ザ・ドリフターズ）、団しん也、南沙織、フィンガー5
  - （13）ハーブ五重奏 - 植木等、桜井センリ、安田伸、いかりや長介（ザ・ドリフターズ）、高木ブー（ザ・ドリフターズ）
  - 応援歌「ウォンテッド (指名手配)」 - スクールメイツ、ピンク・レディー（増田恵子・未唯mie）

### 第16回
- 放送日 - 1979年1月1日（月曜）19:00 - 21:54
- 司会 - 高橋圭三、芳村真理
- 審査員 - 服部良一、京塚昌子、三船敏郎、島田陽子、小林亜星
- 東軍[3]
  - （1）トリオ漫才 - 堺正章、研ナオコ、左とん平
  - （2）スパニッシュダンス 悲しき願い - 志村けん、桜田淳子
  - （3）ハンドベル - 布施明、岩崎宏美、太田裕美
  - （4）ドラマ「ルパン賛成」 - 堺正章、おりも政夫、木の実ナナ、布施明、青山孝、荒井注、玉川良一、ずうとるび、川崎麻世、渡辺真知子、
  - （5）操 あんみつ姫 - 研ナオコ、加藤茶（ザ・ドリフターズ）、千昌夫、仲本工事（ザ・ドリフターズ）、アン・ルイス、太田裕美、香坂みゆき
  - （6）洋舞 キャバレー - アン・ルイス、太田裕美、五十嵐夕紀、トライアングル、ザ・リリーズ、研ナオコ
  - （7）大神楽 - 堺正章
  - （8）中国語劇 孫悟空 - 谷啓、加藤茶（ザ・ドリフターズ）、志村けん（ザ・ドリフターズ）、仲本工事（ザ・ドリフターズ）、細川たかし、木の実ナナ、園まり、由紀さおり、桜田淳子
  - （9）あばれ太鼓 - 井上順、宇崎竜童
  - （10）タイ舞踊 - 園まり、千葉紘子、細川たかし、畑中葉子、ずうとるび、中原理恵ほか
  - （11）ドラマ「ピンク・パンサー」 - 井上順、布施明、加藤茶（ザ・ドリフターズ）、新沼謙治、細川たかし、岩崎宏美、ジェリー藤尾、松崎しげる
  - （12）じょんがら三味線 - ハナ肇、犬塚弘、谷啓、加藤茶（ザ・ドリフターズ）、仲本工事（ザ・ドリフターズ）、志村けん（ザ・ドリフターズ）
- 西軍
  - （1）トリオ漫才 - 前川清、中尾ミエ、タモリ
  - （2）日舞・蝶の道行 - ピンク・レディー
  - （3）ハーモニカ - 郷ひろみ、アグネス・チャン、清水健太郎
  - （4）ドラマ「BAKADAY NIGHT FEVER」 - いかりや長介（ザ・ドリフターズ）、前川清、中尾ミエ、小柳ルミ子、高田みづえ、小松政夫、小野ヤスシ、宮尾すすむ、殿様キングス、狩人、フィーバーズ、野口五郎
  - （5）血煙り荒神山 - アグネス・ラム、アグネス・チャン、高田みづえ、石川ひとみ、石野真子、エバ、森進一
  - （6）洋舞 スターウォーズ - ピンク・レディー、アグネス・ラム、浅野ゆう子、岡田奈々、石野真子、石川ひとみ
  - （7）傘 - 沢田研二ほか
  - （8）英語劇 GO TOMATO  宇宙戦艦トマト -  郷ひろみ、あのねのね（原田伸郎・清水国明）、角川博、ピーター、タモリ、八代亜紀、梓みちよ、沢田研二
  - （9）車引 - 森進一、五木ひろし、西城秀樹
  - （10）花祭 - 中尾ミエ、小柳ルミ子、高田みづえ、野中小百合、狩人、小松政夫、石川ひとみ
  - （11）ドラマ「柳生一族の陰謀」 - 沢田研二、郷ひろみ、小柳ルミ子、あのねのね（原田伸郎・清水国明）、清水健太郎、あいざき進也、角川博、狩人、五木ひろし、森進一、梓みちよ、宮尾すすむ、小野ヤスシ、植木等、サンズンズ、久米明(ナレーター)
  - （12）バラライカ - 植木等、桜井センリ、いかりや長介（ザ・ドリフターズ）、高木ブー（ザ・ドリフターズ）、安田伸

### 第17回
- 放送日 - 1980年1月1日（火）19:00 - 21:54（174分）
- 司会 - 高橋圭三、芳村真理
- 審査員 -
- 西軍
  - （1）漫才 - 中尾ミエ、石野真子
  - （2）居合い切り - いかりや長介（ザ・ドリフターズ）
  - （3）ロッキーII - 西城秀樹、前川清、沢田研二 ほか
  - （4）連舞 - 西城秀樹、野口五郎、ピンクレディー（未唯mie・増田恵子） ほか
  - （5）一本刀土俵入り - 梓みちよ、アグネス・ラム、石川ひとみ、タモリ
  - （6）津軽連曲 - 郷ひろみ、小柳ルミ子
  - （7）洋舞WIZ（ウイズ） - 小柳ルミ子、桑江知子 ほか
  - （8）仏語劇 忠臣蔵 - 郷ひろみ、五木ひろし、小松政夫、フランソワーズ・モレシャン ほか
  - （9）風神大太鼓 - 沢田研二、狩人、あいざき進也 ほか
  - （10）新年楽 - 倉田まり子、高田みづえ、高見知佳 ほか
  - （11）熱中警察 - 沢田研二、清水健太郎、石野真子 ほか
  - （12）シタール - 植木等、いかりや長介（ザ・ドリフターズ）、小松政夫 ほか
- 東軍
  - （1）人間カラオケ - 細川たかし、布施明、木ノ葉のこ ほか
  - （2）皿まわし - 谷啓、研ナオコ
  - （3）灯の街 - 井上順、研ナオコ、ハナ肇、愛川欽也 ほか
  - （4）?城姿絵巻 - 桜田淳子、岩崎宏美、太田裕美 ほか
  - （5）姿三四郎 - 研ナオコ、川崎麻世、アン・ルイス ほか
  - （6）台所音楽会 - 布施明、井上順
  - （7）洋舞スペース LOVE - アン・ルイス、中原理恵 ほか
  - （8）中国語劇 森之石松 - 加藤茶（ザ・ドリフターズ）、志村けん（ザ・ドリフターズ）、仲本工事（ザ・ドリフターズ） ほか
  - （9）鳩の舞 - ジュディ・オング、志村けん
  - （10）松づくし - 渡辺真知子、小林幸子、相本久美子
  - （11）兄弟仁義 - 坂本九、布施明、桜田淳子、犬塚弘 ほか
  - （12）アルプホルン - ハナ肇、谷啓、加藤茶（ザ・ドリフターズ）、仲本工事（ザ・ドリフターズ） ほか

※出典：TVガイド

### 第18回
- 放送日 - 1981年1月1日（木曜）19:00 - 21:54（174分）
- 司会 - 高橋圭三、芳村真理
- 審査員 - 吉田正、南田洋子、田淵幸一、星野知子、青島幸男
- 西軍
  - （1）漫才 - タモリ、アグネス・チャン
  - （2）竹林 - 西城秀樹、野口五郎
  - （3）Mrs.Julie Mr.Hiromi - 沢田研二、郷ひろみ、松田聖子、太川陽介、植木等、梓みちよ、桜井センリ、安田伸、小松政夫、タモリ、おすぎとピーコ（ピーコ・おすぎ）、西川のりお・上方よしお（上方よしお・西川のりお）
  - （4）大皿まわし - いかりや長介（ザ・ドリフターズ）、小柳ルミ子、狩人
  - （5）花太鼓 - 中尾ミエ、梓みちよ、小柳ルミ子 ほか
  - （6）タップドラム - 沢田研二
  - （7）洋舞 ライディーン - ピンクレディー、高田みづえ、石野真子、石川ひとみ、倉田まり子、桑江知子、桂木文、鹿取容子、河合奈保子
  - 応援歌『TOKIO』 - 沢田研二、タモリ、小松政夫、宮尾すすむ、スクールメイツ
  - （8）狐・忠信 - 郷ひろみ
  - （9）英語劇BOTTCHAN!! - 野口五郎、石野真子 ほか
  - （10）沖縄 武の踊り - 梓みちよ、小柳ルミ子 ほか
  - （11）子連れ狼 - 五木ひろし、大磯学、西城秀樹、角川博、狩人、ピンク・レディー（未唯mie・増田恵子）、石川ひとみ、宮尾すすむ、西川のりお・上方よしお（上方よしお・西川のりお）、渡真介、河合奈保子、宮川洋介、フィーバー、沢田研二(特別出演)、桜井センリ、安田伸、小松政夫、植木等
  - （12）ガムラン - 植木等、いかりや長介（ザ・ドリフターズ）、小松政夫 ほか

- 東軍
  - （1）漫才 - 堺正章、井上順
  - （2）津軽じょんがら - 加藤茶（ザ・ドリフターズ）、志村けん（ザ・ドリフターズ） ほか
  - （3）AII THAT GAG - 堺正章、研ナオコ、岡崎友紀、ハナ肇
    - ハナ肇の銅像ギャグは「カーネル・サンダース人形」（役名は「フライドチキン」）。

  - （4）奇術 - 研ナオコ、太田裕美
  - （5）春ざくら - 園まり、岡崎友紀、たのきんトリオ ほか
  - （6）釣女 - 研ナオコ、天地真理、岩崎良美 ほか
  - （7）洋舞 ラブ･イズ･ダンシング - 太田裕美、岩崎宏美、岩崎良美、香坂みゆき、大滝裕子、相本久美子、五十嵐夕紀、浜田朱里、中川圭子
  - 応援歌『哀愁でいと』 - たのきんトリオ、スクールメイツ
  - （8）バトントワラー - 堺正章 ほか
  - （9）英語劇 ハッとして!仇討ち - たのきんトリオ、川崎麻世、細川たかし、殿さまキングス
  - （10）タンバリンダンス - 田辺靖雄、園まり、中原理恵
  - （11）超SF キングコング - 井上順、大場久美子、谷啓、みのもんた
  - （12）エル・コンドルパリ - ハナ肇、志村けん（ザ・ドリフターズ）、加藤茶（ザ・ドリフターズ）

### 第19回
- 放送日 - 1982年1月1日（金）19:00 - 21:54（174分）
- 司会 - 高橋圭三、芳村真理
- 審査員 - 服部良一、森光子、石毛宏典、古手川祐子、青島幸男[4]
- 西軍
  - （1）宙吊り漫才 - 中尾ミエ、郷ひろみ、沢田研二
  - （2）虎龍乱槍 - 西城秀樹
  - （3）ドラマ「とび出し刑事-180度の死-」 - 沢田研二、五木ひろし、小柳ルミ子、野口五郎、小松政夫、狩人、浅野ゆう子、桂木文、倉田まり子、川中美幸、たかだみゆき、梓みちよ、八代亜紀、植木等
  - （4）創作日舞「炎の恋舞」- 松田聖子、石川ひとみ
  - （5）中国語劇「日本昔話的“桃太郎”」- 梓みちよ、高木ブー（ザ・ドリフターズ）、小松政夫、大橋恵理子、西川峰子、高見知佳、宮尾すすむ、B&B（島田洋八・島田洋七）、ヒップアップ（小林すすむ・川上泰生・島崎俊郎）、アグネス・チャン
  - （6）江戸ゴマの秘曲 - いかりや長介（ザ・ドリフターズ）、小松政夫
  - （7）洋舞 - MIE（ピンクレディー）、浅野ゆう子、桂木文、川島なお美、石川ひとみ、柏原よしえ、高田みづえ、鹿取洋子
  - 応援歌『お嫁サンバ』 - 郷ひろみ、スクールメイツ
  - （8）応援団舞  京都大学「逍遙歌」- 清水健太郎、B&B、宮尾すすむ、狩人、あいざき進也、渡大介、山川豊、ヒップアップ（小林すすむ・川上泰生・島崎俊郎）
  - （9）大書画 - 沢田研二、山川豊
  - （10）ドラマ「GIRLSぷらす1」- 郷ひろみ、アグネス・チャン、石川ひとみ、高田みづえ、高見知佳、大橋恵理子、春やすこ・けいこ、浅野ゆう子、ザ・ヴィーナス
  - （11）インド舞踊「バラタナトヤム」- 小柳ルミ子、高見知佳、桂木文、大橋恵理子、桑江知子、たかだみゆき、柏原よしえ、若杉ひとみ、沢田富美子、杉田愛子、速水陽子
  - （12）鏡獅子 - 小柳ルミ子、B&B（島田洋八・島田洋七）
  - （13）大江戸喧嘩纏 - 西城秀樹、前川清、桜井センリ、中尾ミエ、松田聖子、渡真介、山川豊、竹本孝之、安田伸、清水健太郎、B&B（島田洋八・島田洋七）、ヒップアップ（小林すすむ・川上泰生・島崎俊郎）、宮尾すすむ、春やすこ・けいこ、ピーター、狩人、村田英雄
  - （14）<キャプテン芸>明鏡楽「英莉花」- 植木等、桜井センリ、安田伸、いかりや長介、高木ブー（ザ・ドリフターズ）、小松政夫
- 東軍
  - （1）トリオ漫才 - 堺正章、中原理恵、研ナオコ
  - （2）<シンセサイザー>シルクロード 絲綢之路テーマ - 仲本工事（ザ・ドリフターズ）、加藤茶（ザ・ドリフターズ）、志村けん（ザ・ドリフターズ）
  - （3）ドラマ「Lonely・マイ・Love」 - たのきんトリオ、岩崎良美、香坂みゆき、浜田朱里、川崎麻世、中島はるみ、中原理恵、犬塚弘、コロッケ、ツービート（ビートたけし・ビートきよし）、シャネルズ、ハナ肇
  - （4）創作日舞「戦国・お市と信長」 - 桜田淳子、岩崎宏美
  - （5）英語劇「KABUKI SENDAGHAGI-先代萩-」 - 浜田朱里、研ナオコ、細川たかし、ツービート、シャネルズ、川崎麻世、田辺靖雄、谷啓、みのもんた
  - （6）キッチン演奏会♬︎黄色いリボン♬︎ - 太田裕美、中原理恵、岩崎良美、ひかる一平、沖田浩之
  - （7）洋舞 Body Shop - 桜田淳子、中島はるみ、城戸真亜子、松本ちえこ、水野ますみ、相本久美子、五十嵐夕紀、大滝裕子、ザ・リリーズ、香坂みゆき
  - 応援歌『グッドラックLOVE』 - 田原俊彦、スクールメイツ
  - （8）応援団舞 東京大学水泳部「かっぱ踊り」- ツービート、おりも政夫、細川たかし、田辺靖雄、新井康弘、江藤博利
  - （9）銭太鼓 - 堺正章
  - （10）ドラマ「明治任客伝」- 加藤茶、桜田淳子、田原俊彦、ずうとるび、おりも政夫、シャネルズ、若人あきら、五十嵐夕紀、ザ・リリーズ、大滝裕子、園まり、谷啓、ハナ肇
  - （11）蓮池の太刀踊り - 園まり、黛ジュン、太田裕美、香坂みゆき、ザ・リリーズ、五十嵐夕紀、浜田朱里、大滝裕子、中島みゆき、城戸真亜子、島田歌穂、和泉友子、福原みどり
  - （12）祭り・あばれ太鼓 - たのきんトリオ、ジャパニーズ、ジャニーズ少年隊
  - （13）2001年宇宙の変 - 井上順、細川たかし、研ナオコ、団しん也、ひかる一平、黛ジュン、松村和子、松本ちえこ、三笑亭夢之助、ビジーフォー
  - （14）<キャプテン芸> サンバ・カルバハル - ハナ肇、谷啓、犬塚弘、仲本工事（ザ・ドリフターズ）、加藤茶（ザ・ドリフターズ）、志村けん（ザ・ドリフターズ）、シャネルズ

### 第20回
- 放送日
  - 1983年1月1日（土曜日）21:03 - 22:54（111分・第1部）
  - 1983年1月2日（日曜日）21:03 - 22:54（111分・第2部）
- 司会 - 高橋圭三、芳村真理
- 審査員 - 服部良一、大原麗子、青島幸男、楠田枝里子、田渕幸一
- 西軍
  - <1部>
    - （1）寿黒四節 - 西城秀樹
    - （2）人間顔工作 - 小松政夫、アグネス・チャン、高見知佳、春やすこ・けいこ、おぼん・こぼん、桂木文、山川豊、たかだみゆき、若杉ひと美、沢田富美子、尾形大作、渡真介、坂上とし恵
    - （3）Crystal・Music「エーデルワイス」 -  五木ひろし、松田聖子
    - （4）ドラマ「眠狂四郎」-  沢田研二、前川清、河合奈保子、柏原芳恵、ピーター、狩人、倉田まり子、桂木文、郷ひろみ、村田英雄、小森和子 (特別出演)
    - （5）火焔ジャグラー - 高見知佳、中尾ミエ
    - （6）That's Wonder Musical - 郷ひろみ
    - （7）無形文化財 江戸本場角乗り - 小松政夫、角川博、狩人、竹本孝之、尾形大作、ヒップアップ、おぼん・こぼん、山川豊
    - （8）人形振り「国定忠治」-  アグネス・チャン、小柳ルミ子、坂上二郎
    - （9）洋舞「DANCING BOX」-  浅野ゆう子、MIE、石川秀美、鹿取容子、倉田まり子、新井貴子、水谷絵津子、三田寛子、水野きみこ、坂上とし恵、石川ひとみ、川島恵

  - <2部> 
    - （10）ザ・玉のり - 柏原芳恵、野口五郎
    - （11）ひょうきんショータイム 男と女のからみ合い - B&B、明石家さんま、島田紳助・松本竜介、西川のりお・上方よしお、太平サブロー・シロー
    - （12）もうひとりのロッキー - 西城秀樹、松田聖子、五木ひろし、山本譲二
    - （13）源平布引き 滝義賢最期 - 沢田研二
    - （14）男女道成寺 - 森進一、河合奈保子
    - （15）韓国舞踏五面太鼓剣舞 - 梓みちよ、アグネス・チャン、鹿取陽子、三田寛子
    - （16）津軽じょんがら三味線 - 中尾ミエ、小柳ルミ子、石川秀美
    - （17）白並五人男 - 水前寺清子、角川博、西川峰子
    - （18）キャプテン芸 バンドネオンタンゴ・ラクンパルシータ - 植木等、いかりや長介、小松政夫

- 東軍
  - <1部>
    - （1）祭り神輿太鼓 - 近藤真彦
    - （2）シンクロ・ナイズドスウィミング - 後藤いづみ、浜田朱里、城戸真亜子、佐々木よしえ、きゃんきゃん(桜井直美、山本博美、唐沢美香、Lady・oh！(水島かおり、高橋めぐみ、西端やよい)
    - （3）創作舞踊「夢花獅」 -  田原俊彦
    - （4）ドラマ「E.T.e」 - 堺正章、加藤茶、研ナオコ、近藤真彦、野村義男、香坂みゆき、シブがき隊、園まり、ハナ肇
    - （5）万才マジック - 研ナオコ、アン・ルイス
    - （6）ティンパニー「しょじょ寺協奏曲」-  加藤茶、仲本工事、志村けん
    - （7）少林寺 - シブがき隊、少年隊
    - （8）演目不明 - 野村義男、中原理恵、谷啓、由利徹
    - （9）ドリームガールズ - 三原順子、中森明菜、早見優、浜田朱里、佐々木よしえ、大滝裕子、渡辺めぐみ、つちやかおり、北原佐和子、三井比佐子、真鍋ちえみ

  - <2部>
    - （10）未完成 - 井上順
    - （11）ひょうきんのお正月に於けるスポーツ - ツービート、片岡鶴太郎、山田邦子
    - （12）森の石松 - 田原俊彦、少年隊、松本伊代、細川たかし、松崎しげる、中原理恵、ビートたけし
    - （13）ガウチョ - 堺正章、ファンキーフィベロア
    - （14）舞踊劇白鷺の恋 - 布施明、岩崎宏美
    - （15）薩摩豊年田の神踊り - 園まり、団しん也、川崎麻世、堤大二郎、沖田浩之
    - （16）琴合奏六段模様 - 研ナオコ、中原理恵、岩崎良美
    - （17）バンブーダンス ティニクリン - シャネルズ、浜田朱里、三原順子、ザ・リリーズ
    - （18）キャプテン芸 尺八グレンミラー - ハナ肇、谷啓、犬塚弘、加藤茶、仲本工事、志村けん

## 第21〜30回

### 第21回
- 放送日
  - 1984年1月1日（日）20:03 - 22:25（142分、第1部）
  - 1984年1月2日（月）21:03 - 22:54（111分、第2部）
- 司会 - 高橋圭三、芳村真理
- 審査員 - 吉田正、吉永小百合、衣笠祥雄、林葉直子、青島幸男
- 西軍
  - <1部>
    - （1）小笠原流 流鏑馬 - 西城秀樹
    - （2）ザ・アプーローズ スケーティング - 小柳ルミ子、柏原芳恵
    - （3）中国舞踊・??之路－絹の道 - アグネス・チャン、水野きみこ、桑田靖子
    - （4）時代劇スペシャル・遊び屋研ちゃん - 沢田研二、梅沢富美男、大屋政子
    - （5）THE BIG MAGIC SHOW - いかりや長介、前川清
    - （6）ドラマ「おせん」 - 松田聖子、中尾ミエ、五木ひろし、小松政夫、九十九一、明石家さんま、前川清、島田洋七（B&B）、斉藤慶子、おぼん・こぼん（こぼん・おぼん）、ヒップアップ（島崎俊郎・小林すすむ・川上泰生）、岩城徳栄、川島恵、桑田靖子、小林千絵、シャンディー、ポップコーン、いいとも青年隊、でんでん
    - （7）歌舞伎・櫓のお七 - 郷ひろみ
    - （8）ストリート･ダンシング - 美保純、斉藤ゆう子、三田寛子、鹿取容子、水野きみこ、石川秀美、倉田まり子、鳥越マリ、伊藤麻衣子、斉藤慶子

  - <2部>
    - （9）フィリピン舞踊・マグララティック - 小松政夫、角川博、狩人、ヒップアップ（島崎俊郎・小林すすむ・川上泰生）、九十九一
    - （10）日舞・華麗乱拍子 - 松田聖子、高見知佳
    - （11）万才『駄ジャレー夫婦の結婚記念日』 - 野口五郎、美保純
    - （12）ドラマ「市ヶ谷行進曲」 - 西城秀樹、野口五郎、柏原芳恵、桜井センリ、山本譲二、角川博、山川豊、いいとも青年隊、ニックニューサー、石川秀美、小野さとる、アグネス・チャン
    - （13）狂言・髭櫓 - 沢田研二
    - （14）USAチア･リーディング - 高田みづえ、坂上とし恵、川島恵、鳥越マリ、伊藤麻衣子、松本明子、おぼん・こぼん（こぼん・おぼん）、いいとも青年隊、佐山友香、徳丸純子、小出広美、井上杏美
    - （15）マリオネット - 五木ひろし、河合奈保子
    - （16）キャプテン芸 オールドカントリー＆ウエスタンジャグバンド - 植木等、桜井センリ、安田伸、いかりや長介（ザ・ドリフターズ）、高木ブー（ザ・ドリフターズ）、小松政夫

- 東軍
  - <1部>
    - （1）祭り継ぎ獅子 - 近藤真彦
    - （2）歌舞伎・立?乱れ髪 - 田原俊彦、ジャニーズ少年隊
    - （3）人間花火工作 - 園まり、岩井小百合、渡辺めぐみ、杉かおり
    - （4）難極物語 - 井上順、加藤茶、谷啓、片岡鶴太郎、小泉今日子、ビートたけし（ツービート）、とんねるず（木梨憲武・石橋貴明）
    - （5）乙女滝 ?刀乃舞 - 中森明菜、シブがき隊
    - （6）フラッシュタレント - 堺正章、近藤真彦、谷啓、荒井注、細川たかし、シブがき隊、中村梅之助
    - （7）たけし・ビートタップ - ビートたけし（ツービート）
    - （8）洋舞・ファンタジーランド - 中原理恵、早見優、渡部絵美、森尾由美、渡辺めぐみ、木元ゆうこ、北原佐和子、日野美歌、武田久美子、原真祐美

  - <2部>
    - （9）アメリカンダブル･ダッチ - ラッツ&スター
    - （10）琴・運命 - 加藤茶（ザ・ドリフターズ）、仲本工事（ザ・ドリフターズ）、志村けん（ザ・ドリフターズ）
    - （11）伊豆稲取どん太鼓 - 研ナオコ、野村義男
    - （12）ドラマ「STAR ALIVE」 - 田原俊彦、中森明菜、研ナオコ、川崎麻世、団しん也、ウガンダ・トラ、野村義男、早見優、乃生佳之、ザ・グッドバイ、山本ひろ美、村上里佳子、ボビー吉野、
    - （13）京劇・孫悟空 - 堺正章
    - （14）シンクロナイズスウィミング - 松本伊代、杉かおり、早坂あきよ、後藤いづみ、西脇美智子、木元ゆうこ、城戸真亜子、山本博美
    - （15）ブラックアウト - 岩崎宏美、中原理恵
    - （16）キャプテン芸  酌曲 春暁樽太鼓 - ハナ肇、谷啓、犬塚弘、加藤茶（ザ・ドリフターズ）、仲本工事（ザ・ドリフターズ）、志村けん（ザ・ドリフターズ）

### 第22回
- 放送日 - 1985年1月1・2日
  - 司会 - 高橋圭三、芳村真理
  - 審査員 - 服部良一、花井幸子、衣笠祥雄、石原真理子、嵐山光三郎
- 西軍
  - <1部>
    - （1）Love is Magic - 野口五郎、河合奈保子
    - （2）台所演奏 キッチン･バンバン - 柏原芳恵、石川秀美
    - （3）ドラマ「CATSの惑星―楢山カツオ節考―」  - 野口五郎、前川清、柏原芳恵、小松政夫、安田伸、KINYA、ニック・ニューサ、矢追幸宏、朝吹ケイト、中川みず穂、かわいのどか、神野美加
    - （4）新体操 - 小柳ルミ子、美保純
    - （5）外人歌舞伎・寿曽武対面 - デビッド・ジョーンズ、クロード・チアリ、ケント・ギルバート、チャック・ウィルソン、ケント・デリカット、ヒロコ・グレース、フローレンス
    - （6）ドラマ「明治残侠伝 ONCE UPON A TIME IN KYOTO」  - 沢田研二、MIE、長江健次、松田聖子(特別出演)、小野ヤスシ、笑福亭鶴光、桑田靖子、春やすこ・けいこ、三田寛子、高樹美紗、大友柳太朗(特別出演)、大木実(特別出演)、ヒデとロザンナ一家(特別出演)
    - （7）ラストタンゴINかくし芸 - チェッカーズ、石川秀美、MIE
    - （8）津軽三味線 じょんがら節 - 五木ひろし
    - （9）ドリーミングドールズ - 春やすこ、石川秀美、伊藤麻衣子、キャプテン(北沢清子、山本恵子)、成清加奈子、青田浩子、青木美保、堀江しのぶ、山本ゆかり、徳丸純子、宇沙美ゆかり、麻生真美子、鳥越マリ

  - <2部>
    - （10）ミエ＆文珍 空中サーカス - 中尾ミエ、桂文珍
    - （11）モダンペーパーアクト - 八代亜紀、チョー・ヨンピル
    - （12）居酒屋秀治 - 西城秀樹、野口五郎、美保純、角川博、岡田有希子、いいとも青年隊、小野さとる、中川みず穂、桜井センリ
    - （13）浪曲 七福神  - 沢田研二
    - （14）ローラーダンシング  Roller Express -  川崎麻世、いいとも青年隊、ヒップアップ、おぼん・こぼん、山本陽一、青田浩子、渡辺千秋、佐山友香、坂上とし恵
    - （15）ドラマ「麻雀放浪鬼」 - 森進一、小柳ルミ子、明石家さんま、小松政夫、西川のりお、川崎麻世、山川豊、大信田礼子、浦辺粂子(特別出演)
    - （16）真剣 二子鬼剣舞 - 山本譲二、吉川晃司、ヒップアップ、おぼん・こぼん、小野ヤスシ
    - （17）キャプテン芸  三味線 ハンガリーラプソティ - 桜井センリ、安田伸、いかりや長介、高木ブー、小松政夫
- 東軍
  - <1部>
    - （1）Street of Fire - 田原俊彦、石川晶バンド
    - （2）華づくし - シブがき隊
    - （3）ドラマ「テンカウントブルース」 - 加藤茶、近藤真彦、小泉今日子、片岡鶴太郎、とんねるず、渡嘉敷勝男、たこ八郎、由利徹、ハナ肇
    - （4）弁慶と牛若丸 - 加藤茶、小泉今日子
    - （5）荒技連続勝負 - ビートたけし、山田邦子、片岡鶴太郎、たけし軍団
    - （6）ドラマ「インディージュンズ」 - 井上順、渡部絵美、松本伊代、野村義男、谷啓
    - （7）人間絵かき歌 - ビートきよし、団しん也、ウガンダ、江藤博利、とんねるず、北原佐和子、松本友里、山本ひろみ、早坂あきよ、ソフトクリーム(大橋直美、大塚真美、遠藤由美子)、キララ、ウララ、加藤香子
    - （8）シャボン玉マジック - 研ナオコ、志村けん
    - （9）洋舞 ONCE UPON A TIME一世WHO美は？GALだった･･･ - 松本伊代、北原佐和子、荻野目洋子、ソフトクリーム、早見優、岩井小百合、武田久美子、森尾由美、スクールメイツ

  - <2部>
    - （10）歌舞伎 小栗判官 - 近藤真彦
    - （11）初春凧拝舞 - 早見優、少年隊
    - （12）ドラマ「Let's go Crazy」 - 田原俊彦、中森明菜、中原理恵、野村義男、少年隊、武田久美子、荻野目洋子、鈴々舎馬風、、篠山紀信、ハナ肇(銅像役)、J･A･C、スクールメイツ
    - （13）ジャグラー 「Hat＆Box」 - 堺正章、松本友里
    - （14）バンブーシェイクミュージック - 野村義男、山本ひろ美、村上里佳子、森尾由美、高橋美枝、松尾久美子、松本友里、加藤香子
    - （15）ドラマ「THRILLER WOLF BUSTERS」- 堺正章、研ナオコ、シブがき隊、松本伊代、井上順、園まり、団しん也、ぶーちゃん小林、北野英二、西条満、レイパーカーJR.、「キャッツシアター」の皆さん
    - （16）臼太鼓 - ウガンダ、三原じゅん子、日野美歌、島津ゆたか、早坂あきよ、団しん也、高田純次、四季穂、ビートきよし、ソフトクリーム
    - （17）キャプテン芸 アメリカンマーチングバンド - 加藤茶、谷啓、仲本工事、志村けん、犬塚弘、ハナ肇

### 第23回
- 放送日時 - 1986年1月1・2日
- 司会 - 芳村真理、逸見政孝（当時フジテレビアナウンサー）
- 審査員 - 高橋圭三、大地真央、中井貴一、落合博満、織作峰子
- 西軍
  - <1部>
    - （1）ザ・スタント - 吉川晃司、清水国明
    - （2）変幻飛連獅子 - 風見慎吾、岡田有希子
    - （3）ガラクタ影絵 TEH・桃太郎 - チャック・ウィルソン ほか
    - （4）レザー・サウンド・レビュー - 増田恵子、石川ひとみ、高見知佳 ほか
    - （5）大道芸・法術 - ケント・ギルバート、マリアン ほか
    - （6）龍馬がくる - 沢田研二、梅宮辰夫、内田裕也 ほか
    - （7）春虎樽太鼓 - 山口良一、MIE ほか
    - （8）ユヌ・ビエス・デトフ（一枚の布） - 桂文珍、柏原芳恵

  - <2部>
    - （9）中国コマ - 河合奈保子、桑田靖子、芳本美代子
    - （10）「悲恋の蝶より」道行情愛 - 原田知世、渡辺典子、角川博
    - （11）スペースプレイ - 野口五郎、石川秀美
    - （12）人間ドミノ - 小野ヤスシ、おぼん・こぼん ほか
    - （13）POLI POLI ACADEMY - 森進一、西川のりお、ゆうとぴあ ほか
    - （14）応援パフォーマンス - 小松政夫、小野ヤスシ、ゆうとぴあ ほか
    - （15）炎のSHOGUN - 五木ひろし
- 東軍
  - <1部>
    - （1）（新）TOSHI TAISOU - 田原俊彦、少年隊
    - （2）リップスティックマジック - シブがき隊
    - （3）ピアノパフォーマンス - 谷啓、仲本工事、研ナオコ ほか
    - （4）アメリカン・パペット - 野村義男、山田邦子、渡部絵美 ほか
    - （5）創作舞「凧」 - 加藤茶、渡辺めぐみ、荻野目洋子
    - （6）かくし芸物語 - 堺正章、ハナ肇、近藤真彦 ほか
    - （7）歌舞伎十八番弁天小僧 - 幸田シャーミン、斉藤由貴、松本小雪 ほか
    - （8）曲芸「許してちょんまげ」 - とんねるず、中森明菜

  - <2部>
    - （9）ズバンディエラトーレ - 近藤真彦
    - （10）レーザー影絵 - 志村けん、片岡鶴太郎、小泉今日子
    - （11）元禄タップ踊り - ビートたけし、たけし軍団
    - （12）ザ・ヨーロピアン芸 - 少年隊、早見優、松本伊代
    - （13）ダンディーハリー - 井上順、谷啓、加藤茶、田原俊彦 ほか
    - （14）殺陣道璃瑠 - 森田健作、団しん也、稲川淳二 ほか
    - （15）なに考えてんだ!おじさん - 堺正章、研ナオコ、ウガンダ

### 第24回
- 放送日 - 1987年1月1・2日
- 司会 - 芳村真理、逸見政孝（当時フジテレビアナウンサー）
- 審査員 -　高橋圭三、桃井かおり、林真理子、山本浩二、久野綾希子
- 西軍
  - <1部>
    - （1）琴弦楽・バンブルビー - 五木ひろし
    - （2）フープジャグラー - 野口五郎、石川秀美
    - （3）仕掛時計の音楽隊 - 小野ヤスシ、マリアン、ケント・ギルバート、チャック・ウィルソン、KINYA
    - （4）マジックブラックアート - 前川清、河合その子
    - （5）キネマの天使 - 西城秀樹、柏原芳恵、桜井センリ、安田伸、小松政夫、斉藤慶子、真璃子、湯江健幸、久保田篤ほか
    - （6）流麗変化タップ - 八代亜紀、山口良一
    - （7）ファイヤ・バトン - 小柳ルミ子
    - （8）パープルレインコート - アン・ルイス、石川秀美、マーシー、サンプラザ中野、羽賀研二

  - <2部>
    - （9）足長ダンス - 西城秀樹、三田寛子
    - （10）雲流夢幻太鼓 - 角川博、河合奈保子、芳本美代子
    - （11）創作舞踊・スペース・レインボー - 木村一八、南野陽子
    - （12）長久手の棒の手 - 小松政夫、南州太郎、デーブ・スペクター、高木ブー、安田伸、ダチョウ倶楽部、長江健次
    - （13）宮本武蔵 - 沢田研二、内田裕也、江夏豊、渡嘉敷勝男、桑田靖子、有森也実
    - （14）地上シンクロナイズド - 少女隊、松本明子、小林千絵、藤井一子、ポピンズ、森恵
    - （15）船弁慶より「残心・平知盛」 - 森進一
- 東軍
  - <1部>
    - （1）青嵐の譜 - 少年隊
    - （2）ロボットマジック - 志村けん、小泉今日子、田代まさし
    - （3）大空中ブランコ - シブがき隊
    - （4）サンバパンデーロ - 堺正章
    - （5）ワンスアポンアタイムインジャパン - 田原俊彦、中森明菜、とんねるず、中山美穂、中村繁之、前田美波里ほか
      - とんねるずの石橋が最後のシーンで「今、夜中の4時です。〜3年前はペンギンでした。」と、ロケのための待ち時間を嘆くコメントを言っていた。尚、「3年前はペンギン」は、第21回の「難極物語」のペンギンの役を言う。

    - （6）曲芸PartII カマヌンチャク - 中森明菜、とんねるず
      - とんねるずの石橋はここで右手にカマのかすり傷を負ってしまった。

    - （7）神秘魂燃・大蛇恋絵巻 - 加藤茶、中山美穂
    - （8）怪盗・アルセーヌ・ルパン - 井上順、阿川泰子、谷啓、加藤茶、布施明、ハナ肇、三橋美智也

  - <2部>
    - （9）絵巻源平屋島合戦「那須与一・扇の的」 - 田原俊彦、渡辺めぐみ、森尾由美、広野ゆき、河村愛
    - （10）ファンタスティックバルーン - 片岡鶴太郎、早見優
    - （11）人間ファミコン - たけし軍団、ウガンダ、間下このみ
    - （12）春爛漫三人三番? - 細川たかし、山田邦子、荻野目洋子
    - （13）Jail House Inferno 独裁者の扉 - 堺正章、近藤真彦、とんねるず、研ナオコ、松本伊代、田代まさし、オスマン・サンコン
    - （14）歌舞伎・宮島のだんまり - 森田健作、松本典子、ABブラザーズ、渡部絵美、名越美香、渡辺めぐみ、岡本舞子
    - （15）獅賀祭 - 近藤真彦

### 第25回
- 放送日 - 1988年1月1日
- 司会 - 芳村真理、逸見政孝（当時フジテレビアナウンサー）
- 審査員 -　高橋圭三、アントニオ猪木、多岐川裕美、中村吉右衛門、中野浩一
- オープニング
  - 「岡谷太鼓」 - ブルック・シールズ
  - 「金龍の舞」 - 光GENJI
- 西軍
  - （1）ウエスタン・カウボーイ芸 - 国生さゆり、チャック・ウィルソン
  - （2）ダンボール・イリュージョン - 石野真子、石野陽子
  - （3）メルヘンマジック - 八代亜紀、三田寛子
  - （4）男たちの挽歌 - 西城秀樹、有森也実、定岡正二、黒木香、小松政夫 ほか
  - （5）ブレイクマジックウーマン - 石川秀美、芳本美代子、西村知美
  - （6）動書 - 沢田研二
  - （7）アナウンサー竹取物語 - 露木茂、城ヶ崎祐子、逸見政孝、吉崎典子、寺田理恵子 ほか
  - （8）藤姫妖麗転生 - 森進一
  - （9）忍びの者・霧隠才蔵 - 沢田研二、野口五郎、酒井法子、高井麻巳子、藤岡琢也 ほか
  - （10）舞曲 白刃の舞 - 五木ひろし
  - （11）韓国伝統芸サンモ&サムルノリ - 小松政夫、畠田理恵、森恵、島崎俊郎、高井麻巳子、三田寛子 ほか
- 東軍
  - （1）ザ・スーパートリックショー - 少年隊
  - （2）恐怖の出初め式 - とんねるず
  - （3）しんぶんし - 志村けん、小泉今日子
  - （4）アンタッチャブル - 田原俊彦、西田敏行、木梨憲武、小泉今日子、中森明菜、志村けん ほか
  - （5）シャボン玉芸 - 細川たかし、荻野目洋子、松本伊代
  - （6）ボイス・イミテーション - 堺正章
  - （7）オズは魔法使えズ - シブがき隊、長山洋子、新田恵利、吉沢秋絵
  - （8）火祭り・め組の喧嘩 - 加藤茶、谷啓
  - （9）霊幻順士 - 井上順、荻野目洋子、近藤真彦、渡辺満里奈、ハナ肇 ほか
  - （10）初春!五右衛門悪変化 - 近藤真彦
  - （11）チア・リーディング・スクワッド - 渡辺めぐみ、佐野量子、ABブラザーズ、城之内早苗、ちびっこギャング、松本典子、岩井由紀子、渡瀬麻紀

### 第26回
- 放送日 - 1989年1月1日
- 司会 - 芳村真理、露木茂（当時フジテレビアナウンサー）
- 審査員 -　高橋圭三、有馬稲子、市毛良枝、椎名桜子、石ノ森章太郎
- 紅組
  - （1）人間風船 - 志村けん、小泉今日子
  - （2）浮世絵師北野雲国斎 - ビートたけし、たけし軍団
  - （3）アニマル・ワンダーランド - 中山美穂、真璃子
  - （4）星の王子ハワイへ行く - 田原俊彦、麻生祐未、野村宏伸、前田美波里、志村けん、ハナ肇
  - （5）タイ舞踊 王様と悪魔の戦い - ABブラザーズ、松本典子、新田恵利、ゆうゆ、吉沢秋絵
  - （6）キムライリュージョン - 所ジョージ、田代まさし
  - （7）マサルの女 - 堺正章、布施明、前川清、石橋貴明、工藤静香、研ナオコ
  - （8）ボディータップ道成寺&キャバレー - 山田邦子、松本典子、生稲晃子、幕末塾
  - （9）大工演奏会 - 堺正章
  - （10）アップルドリーム - 石川秀美、芳本美代子、国実百合
  - （11）街狼 - 西城秀樹、五月みどり、渡辺典子、細川たかし、塩沢とき
- 白組
  - （1）大江戸花麗太鼓 - 加藤茶、酒井法子
  - （2）USO AFRECO - 清水アキラ、ビジーフォー、コロッケ、栗田貫一、藤村俊二
  - （3）ソウル ブラザーズ - 片岡鶴太郎、荻野目洋子
  - （4）危ない情事 - 近藤真彦、山口美江、国生さゆり、芳本美代子、間下このみ
  - （5）浪曲芝居「次郎長富士」 - 南野陽子、露木茂、フジテレビアナウンサー
  - （6）三枝のザッツえんたぁていめんと - 桂三枝（後の六代目桂文枝）、立花理佐、相川恵里
  - （7）カサブランカ - 井上順、加藤茶、阿川泰子、谷啓、沢田研二、野口五郎
  - （8）洋舞「白鳥の湖」 - 早見優、渡辺めぐみ、少女隊、真弓倫子、小沢なつき
  - （9）スカイダイビング - 近藤真彦
  - （10）創作舞踊「姫君VS忍者」 - 三田寛子、少年忍者、大西結花
  - （11）若親分 - 沢田研二、稲川淳二、城之内早苗、由利徹、木梨憲武、益田由美アナ
    - 木梨が演じたのは「仮面ノリダー」。この後エンディングで石ノ森審査員は「『若親分』では仮面ライダーをパロっていただいてありがとうございました。」と発言した。

### 第27回
- 放送日 - 1990年1月1日
- 司会 - 芳村真理、逸見政孝
- 審査員 -　高橋圭三、富司純子、中嶋悟、浅野温子、西崎幸広
- 紅組
  - （1）人間打楽器 - ビートたけし、たけし軍団
  - （2）スクリーンファンタジー - 中山美穂
  - （3）とんび - 田代まさし、工藤静香、金山一彦、桑野信義 ほか
  - （4）帯芸・花づくし舞姿 - 三田寛子、藤井一子、本田理沙、中山忍
  - （5）ハッピーカクテル - 堺正章、ザ・ミニッツ
  - （6）旗本窮屈男 - 沢田研二、坂上二郎、薬丸裕英、大西結花 ほか
  - （7）花川戸幡随院長兵衛 - 井森美幸、露木茂、中井美穂、有賀さつき ほか
  - （8）砂絵 - 五木ひろし、城之内早苗、香西かおり、マルシア ほか
  - （9）愛と青春の旅だち - 田原俊彦、高杢禎彦、田中美奈子、志村けん ほか
- 白組
  - （1）スポーツ（生）版画 - 山田邦子、森公美子、島崎俊郎、森末慎二
  - （2）クーグロッケンシンフォニー - 山瀬まみ、谷啓、松本典子、相楽晴子
  - （3）TONMA天狗 - 片岡鶴太郎、芳本美代子、生稲晃子、太平シロー ほか
  - （4）アルゼンチン・ガウチョ - 少年忍者、松本明子、かわいさとみ、渡辺千明
  - （5）ハイウイング・スペシャル - 西城秀樹
  - （6）インディジューンズ - 井上順、南野陽子、加藤茶、中尾ミエ ほか
  - （7）Missリエック笑魔術 - 宮沢りえ、Mr.マリック
  - （8）寿蝶獅子 - 森進一、西村知美
  - （9）時代劇対んズ - 近藤真彦、せんだみつお、伊東四朗、榊原郁恵 ほか

### 第28回
- 放送日 - 1991年1月1日
- 司会 - 堺正章（紅組司会）、井上順（白組司会）
- 審査員 -　桐島洋子、竹下景子、高橋英樹、草刈民代、村田兆治
- 紅組
  - （1）水中大魔術 - ビートたけし、たけし軍団[注釈 1]
  - （2）イリュージョン - 南野陽子、吉村明宏、中山秀征
  - （3）コンダクター - 堺正章
  - （4）フライパン演奏 - 山瀬まみ、中井美穂アナ、河野景子 ほか
  - （5）ドラマ「仁義ある戦い ものまね残侠伝」 - ものまね四天王（清水アキラ、栗田貫一、コロッケ、ビジーフォー）、美川憲一、所ジョージ、田代まさし、榊原郁恵、野口五郎、安岡力也、青江三奈、峰岸徹、田中信夫（ナレーション） ほか
    - 演出 - 木村忠寛、脚本 - 沢口義明
      - この作品がきっかけとなり、四天王主演のヤクザものオリジナルビデオ『ものまね四天王 オリジナルムービー ひょうたん』が同スタッフによって製作された。

  - （6）摩天楼スライダー - 吉田栄作
    - 総監督 - 千葉真一、演出 - 熊田共一・中野和男、技術指導 - 金田納（当時・ジャパンアクションクラブ）

  - （7）時代劇「新撰組」 - 渡辺美奈代、ゆうゆ、松本明子、松居直美、相川恵里、ダンプ松本、桂三枝（特別出演・ナレーション）、菊地剣友会 ほか
    - 演出 - 王東順、脚本 - 矢頭浩、殺陣 - 菊地竜志

  - （8）和太鼓・翔天の舞 - SMAP
  - （9）ドラマ「ある愛の詩」 - 田原俊彦、工藤静香、志村けんほか
- 白組
  - （1）スポーツ（生）版画 - 山田邦子、ウガンダ、渡嘉敷勝男（指導 森末慎二）
  - （2）ばぶるふぁんたじー - 宮沢りえ、西田ひかる、谷啓（ナレーション）
  - （3）水上スキー - 近藤真彦、牧原俊幸（ナレーション・フジテレビアナ）
    - 演出 - 井上信吾、指導 - ウォーレン・チャップマン、阿久津州康

  - （4）決死!カースタント - 光GENJI、東海林のり子
  - （5）ドラマ「ディック・トレイシー」 - 井上順、谷啓、加藤茶、荻野目洋子 ほか
  - （6）リズムネイション - 和田アキ子
    - 演出 - 熊田共一、振付 - ANTHONY TOHOMAS・三浦亨、編曲 - 神林早人

  - （7）時代劇「赤胴鈴之助だ!」 - 森口博子、仁藤優子、マルシア、島崎和歌子、香西かおり、山中すみか、姫乃樹リカ、ライオネス飛鳥、寺尾友美、城之内早苗、宮原綾香、日本大学剣道会、TARAKO、菊地剣友会、音羽ゆりかご会、市川三男社中
    - 演出 - 加藤友和、脚本 - 玉井洌、殺陣 - 菊地剣友会

  - （8）スチールドラム - 忍者
    - 演出 - 熊田共一、音楽 - 服部隆之、指導 - 渡部真一郎

  - （9）ドラマ「バック・トゥー・ザ・カルチャー」 - 沢田研二、近藤真彦、井森美幸、田村英里子、坂上香織、B-21 SPECIAL、由利徹（特別出演）、坂上二郎（特別出演）、菊地剣友会 ほか
    - 演出 - 守谷徹、構成 - ココロ&今村良樹、殺陣 - 菊地竜志

### 第29回
- 放送日 - 1992年1月1日
- 司会 - 堺正章（白組司会）、井上順（紅組司会）
- 審査員 -　柴門ふみ、別所毅彦、佐久間良子、服部克久、楠田枝里子
- 紅組
  - （1）ザッツ マジック エンターテイメント - 西田ひかる、柳沢慎吾
    - 演出 - 守谷徹　指導 - トランプマン

  - （2）人形劇「テン・リトル・キッズ」 - ものまね四天王（清水アキラ、栗田貫一、コロッケ、ビジーフォー）
    - 演出 - 木村忠寛

  - （3）中国語劇「西遊記」 - 酒井法子、長山洋子、ゆうゆ、島崎和歌子、ダンプ松本、森公美子、しじみとさざえ、露木茂(フジテレビ)、斉藤レイ子、日光猿軍団
    - 演出 - 小杉雅博　脚本 - 大田一水　殺陣 - 菊池剣友会
    - 「NG大賞」では、酒井法子が放り投げたにょい棒にサルが驚き叫び出し、酒井が涙する場面も見られた。

  - （4）和太鼓「翔龍の松」 - 忍者
    - 演出 - 豊島浩行（メビウス）　指導 - 御諏訪太鼓 山本幹夫、少林寺拳法 新谷雄二　音楽 - あかのたちお

  - （5）ドラマ「ターミネーター2」 - 井上順、桐島かれん、加藤茶、谷啓、渡嘉敷勝男、桜金造、高橋由美子、石野ひとみ、岡田正典[注釈 2]
    - 演出 - 王東順　脚本 - 玉井貴代志

  - （6）カージャンプ 決死の初挑戦!! - 近藤真彦、三宅正治(ナレーション・フジテレビアナウンサー)
    - 演出 - 井上信吾、川口哲夫　指導 - タカハシレーシング

  - （7）トランポリン「忠臣蔵・刃傷松の廊下」 - 山田邦子、森末慎二、島崎俊郎、中山秀征
    - 演出 - 荻野繁　脚本 - 詩村博史　指導 - トミ譲二、森末慎二

  - （8）ドラマ「ダイハード中」 - 近藤真彦、千堂あきほ、露木茂(フジテレビ)、せんだみつお、B-21 SPECIAL、RA$H、チャック・ウィルソン、ダチョウ倶楽部、桑野信義、笑福亭笑瓶、田村英里子、田代まさし、小野ヤスシ、夏木ゆたか、山田隆夫、有賀さつき(フジテレビアナウンサー)、福井敏雄、岡田眞澄(特別出演)、小森和子(特別出演)、ジミー大西、バカルディー、テンション
    - 演出 - 工藤久男　脚本 - 遠藤察男　プロデュース - 井上信吾　指導 - 倉田プロモーション

  - （9）ピアノ・ハーモニー「スター・ハーモニー」 - 山瀬まみ、有賀さつき・八木亜希子(フジテレビアナウンサー)
    - 演出 - 加藤友和　指導 - ダン・メネンテッツ
- 白組
  - （1）殺陣田村 - 吉田栄作、ジャパン アクション クラブ
    - 演出 - 熊田共一　殺陣 - 田村喜久雄、西本良治郎

  - （2）輪舞「ラート」 - SMAP
    - 演出 - 熊田共一　指導 - 日本ラート協会

  - （3）オペラ・フラメンコ「カルメン」 - 荻野目洋子、向井亜紀、中山忍、三浦理恵子、井上晴美、細川ふみえ、寺尾友美、薬師寺容子、武田雅子、増田未亜、姫乃樹リカ
    - 演出 - 熊田共一　フラメンコ指導 - 小林伴子

  - （4）泡スプレー芸「泡ずくし」 - ビートたけし
    - 演出 - 三宅恵介

  - （5）KYON×2 ありさの吉本新喜劇「粉雪舞うゲレンデに君達がいて僕がいる」 - 小泉今日子、観月ありさ、吉本新喜劇（間寛平・チャーリー浜・東野幸治・石田靖・130R板尾・130R蔵野・小田真理（現・浅香あき恵）・内場勝則・吉田ヒロ・未知やすえ・帯谷孝史・桑原和男・島木譲二・井上竜夫・桂三造・どんきほーて・アクターズ）、東海林のり子
    - 作・構成・演出 - 桂三枝　脚本 - 中村進　ディレクター - 虫明茂（東通企画）

  - （6）ヒップタップ - 渡辺美奈代、松本明子、城之内早苗、相原勇、マルシア
    - 演出 - 天野晃宏　指導 - SECOND HAND、DANCE CO.　振付 - ラッキィ池田

  - （7）死闘!ウォールクライム・スペシャル - 光GENJI、東海林のり子(ナレーション)
    - 演出 - 赤澤幸弘　指導 - ジャパン アクション クラブ

  - （8）ドラマ「あげまん」 - 森口博子、吉村明宏、岡本夏生、八名信夫、鈴木ヒロミツ、坂上香織、CCガールズ、アジャ・コング、宝ひとみ、胡桃沢ひろ子、花柳糸之社中、荒井注、城ヶ崎祐子(フジテレビアナウンサー)、井上泰夫、倉園しんじ、三井三太郎、玉井しのぶ、村野武憲、ハナ肇
    - 演出 - 加藤友和　脚本 - 玉井貴代志

  - （9）テーブルクロス芸「ひきぎわ」 - 堺正章、森山周一郎(ナレーション)[注釈 3]
    - 演出 - 加藤友和　脚本 - 玉井貴代志　指導 - カール・カーソン
    - 堺正章の芸の中ではおそらく一番有名で、ナインティナイン等のタレントが冠番組でネタにすることがあった。テーブルの上のワイングラスなどを倒さずにテーブルクロスをひいて外すという、タイミングの難しい芸である。

### 第30回
- 放送日 - 1993年1月1日（金曜）18:35 - 22:54（199分）
- 司会 - 逸見政孝（総合司会）、堺正章（白組司会）、井上順（紅組司会）
- 審査員 -　古田敦也、森光子、北大路欣也、大林素子、吉村作治

※この年にハナ肇が死去したため銅像コントはこの回で終了
- 紅組
  - （1）タップ・トリップ - 西田ひかる、TOKIO、そのまんま東 ほか
  - （2）スーパー チャレンジショー - 北野武
  - （3）正道 KARATE - SMAP（木村拓哉・中居正広・香取慎吾・森且行・草彅剛・稲垣吾郎）
  - （4）かくし芸大会への道 - ウッチャンナンチャン（南原清隆・内村光良）、ハナ肇、ちはる ほか
  - （5）病院へ行こう2 1/2 - 小泉今日子、井上順、加藤茶（ザ・ドリフターズ）、和田アキ子 ほか
  - （6）ベル・シンフォニー - 峰竜太、島崎和歌子、奥山佳恵、神田正輝 ほか
  - （7）セクシー・コンビネーション・ダンス - 田代まさし、CoCo、ribbon、井上晴美、小森和子 ほか
  - （8）ひとり北の国から'92巣立ち - 小堺一機
  - （9）折り鶴 - 近藤真彦、岡本夏生、うじきつよし、伊東四朗 ほか
- 白組
  - （1）爆炎!地獄のスタント - 吉田栄作
  - （2）オンナだらけのひょうきん族 - 松本明子、相原勇、島崎俊郎（ヒップアップ）、ゆうゆ、マルシア、生稲晃子、仁藤優子 ほか
  - （3）ものまね水の絵巻 - 研ナオコ、榊原郁恵、清水國明（あのねのね）、清水アキラ、松居直美、モト冬樹 ほか
  - （4）邦子の動物ランド - 山田邦子、森末慎二、島崎俊郎（ヒップアップ）、水島新太郎 ほか
  - （5）緋牡丹博徒〜お博参上〜 - 森口博子、荻野目洋子、布川敏和、八名信夫、神田正輝 ほか
  - （6）奇跡の超脱出! - 光GENJI
  - （7）ボディー・コンサート - 山瀬まみ、小野ヤスシ、谷啓 ほか
  - （8）ミラクルチャレンジゴルフ - 堺正章
  - （9）1982年の片想い - とんねるず（木梨憲武・石橋貴明）、藤谷美和子

## 第31〜35回

### 第31回
- 放送日 - 1994年1月1日
- 司会 - 堺正章（白組キャプテン）、小堺一機（紅組キャプテン）、八木亜希子（サンドバッグ司会）
- ご意見番 - 植木等
- 審査員 - 森光子、畑正憲、三雲孝江、家田荘子、周富徳、古田敦也、辰吉丈一郎、露木茂、楠田枝里子、諸星由美
- 紅組
  - （1）ヘビメタ!ドリル・ロック・アライヴ - 西田ひかる、松本明子、ribbon、モト冬樹
    - 演出 - 笠井一二、きくち伸　編曲・音楽指導 - 矢代恒彦　プロデュース - 笠井一二

  - （2）スーパーチャレンジショー〜シーフード編〜 - ビートたけし
    - 演出・プロデュース - 三宅恵介

  - （3）パイプオルガンの調べ〜ちょっとヘ短調〜 - 峰竜太、小田茜、笑福亭笑瓶、CCガールズ、バカルディー
    - 演出 - 小林利光、染谷昌彦　振付 - 三浦亨　音楽 - 溝淵新一郎、坂下秀実

  - （4）異聞・吉良邸討ち入り（『上岡龍太郎にはダマされないぞ!』） - 上岡龍太郎、大竹まこと、山田雅人、中村英子、中村ゆう子、横山ノック、大槻義彦、吉村作治、志茂田景樹、荒木久美子、菊地剣友会
    - 演出 - 武田幹治（ザ・ワークス）　指導 - 菊地竜志、谷口誠治　振付 - 新倉まりこ　プロデュース - 渡辺万由美（渡辺プロダクション）

  - （5）クッキン イン ザ レビュー（『ボクたちのドラマシリーズ』）- 細川ふみえ、内田有紀
    - 演出 - 赤澤幸弘、吉田雅司　振付 - 西条満　音楽 - 広瀬健次郎　料理・作詞 - 森野熊八　ジャグリング - 三浦剛　プロデュース - 赤澤幸弘

  - （6）音効さんドラマ「あの夢の果て」（月9ドラマ『この世の果て』） - 鈴木保奈美、桜井幸子、大浦龍宇一、小木茂光、秋本奈緒美、立河宜子、川上理英子
    - 指導 - 木村哲人　脚本 - 右近亨

  - （7）世にも奇妙なスター誕生（『夢がMORI MORI』） - 森口博子、森脇健児、SMAP、赤坂泰彦、スクールメイツ、ジャニーズJr.
    - 演出 - 荒井昭博　脚本 - 鶴間政行　振付 - 香瑠鼓　方言指導 - 森口博子　プロデュース - 佐藤義和

  - （8）オールスターVシネマ「極道の妻たち」 - 清水アキラ、モト冬樹、桑野信義、喜多嶋舞、布川敏和、CCガールズ、伊集院光、イジリー岡田、佐伯伽耶、アンバランス、フローレンス、菊地剣友会、由利徹、沢田亜矢子、小泉今日子、植木等
    - 演出・プロデュース - 守谷徹　脚本 - 玉井貴代志　刺青 - 霞涼二

  - （9）音のある風景 - 小堺一機、中西俊博（バイオリニスト）
    - 演出・プロデュース - 山縣慎司
- 白組
  - （1)クリスタル☆ハープ - 山瀬まみ、東ちづる、マルシア
    - 演出 - 加藤友和、坪田譲治　指導 - ルース・カールソン　音楽 - 溝淵新一郎

  - （2）ウッチャンナンチャンのKATOCHAN PARK - 内村光良、南原清隆、神田利則、鈴木聖子、垂木勉（ナレーション）、加藤茶
    - 演出 - 吉田正樹、片岡飛鳥、構成 - 内村宏幸　プロデュース - 吉田正樹

  - （3）あっぱれ一輪車 - 安達祐実、定岡正二、柳沢慎吾
    - 演出 - 王東順　指導 - 日本一輪車協会　振付 - 西条満

  - （4）年の差ボトルオーケストラ（『クイズ!年の差なんて』） - 桂三枝（後の六代目桂文枝）、山田邦子、中山秀征、ゆうゆ、TOKIO、CoCo、ホンジャマカ、うつみ宮土理
    - 演出・プロデュース - 加藤友和　指導 - テレンス・ガロバン、ピーター・ミラー　音楽 - 溝淵新一郎

  - （5）影絵「モンマルトルの恋人達」（木曜劇場『陽のあたる場所』） - 中村雅俊、裕木奈江、的場浩司、本田美奈子
    - 演出 - 熊田共一　指導 - プリモ・グロッティ

  - （6）音効さんドラマ「許された罪」（水9ドラマ『夏子の酒』） - 和久井映見、萩原聖人、松下由樹、宮下直紀
    - 指導 - 木村哲人　脚本 - 右近亨

  - （7）サイエンス・マジック・ショー（『たけし・逸見の平成教育委員会』） - 田代まさし、渡嘉敷勝男、岡本夏生、奥山佳恵、松村邦洋、飯島直子、大塚寧々
    - 演出 - 今井康之（イースト）　指導 - 星野徹義

  - （8）DORACON BALL XYZ - 近藤真彦、中山秀征、ともさかりえ、奥山佳恵、吉村明宏、ウガンダ、松尾貴史、見栄晴、工藤兄弟、セクシーメイツ、BIG、林キセ子、JAC、スクールメイツ、大仁田厚、池谷幸雄、金萬福、野沢雅子(声)、八奈見乗児(ナレーション)、神田正輝
    - 演出 - 鈴木恵悟　脚本 - 加藤芳一　プロデュース - 井上信吾

  - （9）ザ・カードマン - 堺正章
    - 演出 - 加藤友和　構成 - 玉井貴代志　指導 - ホロックス、星野徹義、スピリット・百瀬

### 第32回
- 放送日 - 1995年1月2日
- 司会 - 堺正章（白組キャプテン）、小堺一機（紅組キャプテン）、八木亜希子（サンドバッグ司会）
- 審査員　- 益子直美、松浪健四郎、藤谷美和子、桑田真澄、十朱幸代、植木等、田村亮子、鹿賀丈史、岸田今日子、露木茂
- オープニング
  - KinKi Kids
- 紅組
  - （1）サウンド・オブ・ファンタジー - 西田ひかる、奥山佳恵、篠原涼子
    - 演出 - 加茂裕治　音楽 - ボブ佐久間　指導 - 加藤恭子

  - （2）スティルツDANCE - 早坂好恵、宮前真樹、穴井夕子、中村ゆう子、ナインティナイン、極楽とんぼ
    - 演出 - 天野晃宏　振付 - 西条満　音楽 - 溝淵新一郎　指導 - 三浦剛

  - （3）ハッピーバルーン - 牧瀬里穂、中山秀征、モト冬樹
    - 演出 - 長野友弘　構成 - 小笠原英樹　指導 - Cheri Sicard、Jody Shimaura、南芳高

  - （4）英語劇・TOHYAMA GOLDEN BALL - 清水アキラ、マルシア、桑野信義、布川敏和、ジミー大西、うつみ宮土理、八名信夫、神田うの、武田久美子、佐伯伽耶、斉藤ルミ子、宝ひとみ、西野妙子、アゴ勇、工藤兄弟、TIM、スタスキー&ハッチ、中島マリ、山田雅人
    - 演出 - 坪田譲治　脚本 - 玉井貴代志

  - （5）ダンス&アクロバット DoubleDuch Jam - 西村知美、忍者、CCガールズ、羽田恵理香、大東めぐみ
    - 演出 - 大前一彦、井上幹夫　振付 - 若井田久美子　指導 - ニュートラル、J-TRAP

  - （6）STOMP BEAT - 武田真治、今田耕司、東野幸治、東京スカパラダイスオーケストラ
    - 演出 - 夏野亮　振付 - 三浦亨　音楽 - 溝淵新一郎　指導 - 大舘信

  - （7）セーラーキャッツムーン世紀の大脱出 - 森口博子、島崎和歌子、ダチョウ倶楽部
    - 演出 - 荒井昭博、伊戸川俊伸、印田弘幸　構成 - 鶴間政行、舘川範雄　エスケープ指導 - OZ

  - （8）ドラマ・クニコパトラ - 山田邦子、神田正輝、薬丸裕英、きたろう、笑福亭笑瓶、大仁田厚、羽賀研二、谷啓、福原愛、浜崎あゆみ、中村綾、大野幹代、オアシズ、MANZAI-C、小脇健次、ローリー寺西、プリティ長嶋、三井三太郎、B.I.G、渡辺めぐみ、アジャコング、福井謙二
    - 演出 - 加茂裕治　脚本 - 右近亨

  - （9）ぼくらの堺さん - 小堺一機
    - 演出 - 山縣慎司　脚本 - 小堺一機
- 白組
  - （1）SMAP Illusion - SMAP
    - 演出 - 水口昌彦　音楽 - 島武実　指導 - Mark Wilson　振り付け - Steven A'dyani

  - （2）スパンキングホーンレビュー - 山瀬まみ、定岡正二、そのまんま東
    - 演出 - 坪田譲治　音楽 - 溝淵新一郎、坂下秀実　指導 - トビー・リックス

  - （3）SUPER SHOTへの道 - ウッチャンナンチャン
    - 演出 - 山崎典昭　脚本 - 伊藤正宏、舘川範雄　指導 - 北野真司、原田義則、レイ・ズッカ、ジャパンアクションクラブ

  - （4）中国語劇・アダチスファミリー - 安達祐実、柳沢慎吾、岩井由紀子、吉村明宏、ヒロコ・グレース、渡嘉敷勝男、小野ヤスシ
    - 演出 - 王東順　脚本 - 澤井康成　語学指導 - リンエンタープライズ

  - （5）ART・IN・MOTION - 田代まさし、ホンジャマカ、バカルディー
    - 演出 - 石井正幸　指導 - WAYNE.G

  - （6）ストローでオーケストラ - 上岡龍太郎、峰竜太、池谷幸雄、相原勇、シェイプUPガールズ ほか
    - 演出 - 武田幹治、藤原克哉　構成 - 疋田哲夫　音楽 - 溝淵新一郎、坂下秀実　振付 - 三浦亨　指導 - 神谷徹

  - （7）京劇・孫悟空〜激烈・牛魔王伝説 - 松本明子、TOKIO
    - 演出 - 鈴木正人　構成・指導 - 王慶元

  - （8）ドラマ・あんみつ姫 - 内田有紀、久本雅美、坂上忍、うじきつよし、松村邦洋、見栄晴、大森うたえもん、美山純子、げんしじん、渡辺勝彦、地井武男、加藤茶
    - 演出 - 加藤友和　原作 - 倉金章介　脚本 - 玉井貴代志

  - （9）ティンバレス - 堺正章（演奏：キムチバンド&井上堯之）
    - 演出 - 加藤友和　構成・指導 - 斎藤ノブ　音楽 - 津垣博通

### 第33回
- 放送日 - 1996年1月1日
- 司会 - 堺正章（総合司会）、石橋貴明・木梨憲武（とんねるず・司会）、中村江里子（当時フジテレビアナウンサー・紅組進行）、近藤サト（当時フジテレビアナウンサー・白組進行）
- 審査員 - 森光子、植木等、野村克也、鈴木杏樹、露木茂
- ハワイ中継 - 田代まさし、山瀬まみ
- オープニング演目
  - 貴乃花
- 紅組
  - （1）スチィールドラム - 山瀬まみ、マルシア、島崎和歌子、奥山佳恵 ほか
  - （2）カースタント - 定岡正二、梅宮アンナ
  - （3）巨大サイコロ - 今田耕司、東野幸治、持田真樹、吉野公佳、西山喜久恵アナ ほか
  - （4）イリュージョン - 松本明子、モト冬樹、そのまんま東
  - （5）時代劇 - 上岡龍太郎、由利徹、高田純次、薬師寺保栄 ほか
  - （6）ローリングアート - 山田邦子、ダチョウ倶楽部、CCガールズ ほか
  - （7）じょんがら三味線 - 藤あや子、香西かおり、長保有紀、長山洋子、木佐彩子アナ ほか
  - （8）水芸 - フローレンス・ジョイナー、ランディ・バース ほか
- 白組
  - （1）雪上大書初め - 清水アキラ、松村邦洋
  - （2）中国4000年の歴史 - ホンジャマカ、岩井由紀子、細川ふみえ、早坂好恵、神田うの ほか
  - （3）ジャンボ紙切り - 森口博子、工藤兄弟、神田正輝
  - （4）ショートコント集 - ビートたけし、小泉今日子
  - （5）ドラマ - 西田ひかる、峰竜太 ほか
  - （6）ロボット踊り - 中山秀征、篠原涼子、大塚範一、多岐川裕美
  - （7）旗芸 - 池谷幸雄、笑福亭笑瓶、バカルディー、布川敏和 ほか
  - （8）ハットトリック（ボウシ芸） - 堺正章

### 第34回
- 放送日 - 1997年1月1日
- 司会 - 中居正広（総合司会）、西山喜久恵（フジテレビアナウンサー・進行）
- キャプテン - 香取慎吾（紅組）、草彅剛（白組）
- 審査員 - 植木等、北大路欣也、福嶋晃子、北川悦吏子、宮本亜門
- オープニング演目
  - ジャンボ紙切り - SMAP
- 番外
  - MO TOWN SHOW!! - SMAP、KinKi Kids
- 紅組
  - PLANETKIDS - 池谷幸雄、SPEED、デンジャラス、ネプチューン、U-turn、ピーピングトム、原千晶、篠原ともえ、木佐彩子アナ
  - ソナチネ - 北野武、楠田枝里子
  - Shall We タンゴ? - 中山秀征、松本明子
  - 紅蓮女太鼓 - 瀬戸朝香、森口博子、大野幹代、シェイプUPガールズ、若杉南（Melody）
  - 空中大サーカス - 内田有紀
  - STREET FIGHTER 〜炎の戦い〜 - ともさかりえ、そのまんま東、阿藤海、矢部美穂、Mr.マリック、内山信二、アニマル浜口、藤村ちか、江頭2:50（ナレーター）
  - ロビンフッドの冒険 - 西田ひかる
- 白組
  - KEN2PA TAP&MUSIC - 山瀬まみ、マルシア、三井ゆり、鈴木紗理奈、知念里奈、佐伯伽耶
  - ものまね交響楽団 - 井上順、うつみ宮土理、鈴木邦彦、榊原郁恵、野口五郎、松本伊代、翔、市原利花、大澄賢也、岡本夏生、工藤兄弟、栗田貫一、桑野信義、香田晋、斉藤ルミ子、清水アキラ、城之内早苗、笑福亭笑瓶、ダチョウ倶楽部、俵山栄子、ナオミグレース、中島マリ、原田ゆかり、藤川なお美、ビジーフォー、ピンクの電話、布施辰徳、星奈々、松居直美、松村邦洋、山田健二
  - Colors - 田代まさし、ホンジャマカ、バカルディー
  - 完全なる彫刻〜氷の鉄人〜 - 峰竜太、奥山佳恵、吉村明宏、細川ふみえ、桑野信義、神田うの、服部幸應、福井謙二(フジテレビアナウンサー)
  - a llttle drummer girl - 安室奈美恵、加藤茶、モト冬樹、島崎俊郎、ぜんじろう
  - 遠〜いストーリー - 安達祐実、定岡正二、小倉久寛、布川敏和、ダチョウ倶楽部、渡嘉敷勝男、電撃ネットワーク、光浦靖子
  - ローリングバランス - 堺正章

### 第35回
- 放送日 - 1998年1月1日（木曜）19:00 - 23:24（264分）
- 司会 - 中居正広（総合司会）、八木亜希子（当時・フジテレビアナウンサー・進行）
- キャプテン - 香取慎吾（紅組）、草彅剛（白組）
- 審査員 - 谷啓、安藤優子、野村克也、森光子、福嶋晃子
- オープニング
  - SMAP
    - 演出 - 深瀬雄介　プロデュース - 荒井昭博
- 紅組
  - （1）松づくしからくり模様 - SPEED、原千晶、中島美智代、岡野はつみ、ベイキャニオンズ、アニマル梯団（コアラ・おさる）、アリtoキリギリス（石塚義之・石井正則）、アンバランス、海砂利水魚（有田哲平・上田晋也）、サービスパンダ、坂道コロコロ、360°モンキーズ、ジェット★キッズ、スープレックス、ダンサブル、TIM（ゴルゴ松本・レッド吉田）、ノンキーズ、ピテカンバブー、ビビる（大木淳・大内登）、やるせなす（中村豪・石井康太）、U-turn（対馬盛浩・土田晃之）
    - 演出 - 城間康男　構成 - 小笠原英樹　振付 - 花柳糸之　プロデュース - きくち伸

  - （2）ベルサイユのばら 〜always love you〜 - 西田ひかる、梅宮アンナ、千秋、浜丘麻矢、瀬戸カトリーヌ、アンラッキー後藤、猿岩石
    - 演出 - 夏野亮　振付 - 三浦亨　マジック指導 - 星野徹義　音楽 - 須永武典

  - （3）デジタルキッチンパーティー - 松本明子、ともさかりえ、服部幸
    - 演出 - 増当一也

  - （4）スコットランドバグパイプ - 中田久美、大林素子、益子直美
    - 演出 - 小林延行

  - （5）The Peatles LIVE! - 篠原ともえ、MAX、木村佳乃
    - 演出 - 宮道治朗

  - （6）天才食パンアーティスツ レオナルド・ダ・ピンチ - 森口博子、安達祐実、D&D、森えいみ、内場勝則、辻本茂雄、知念里奈
    - 演出 - 天野晃宏　指導 - 小川忠彦　構成 - 大田一水

  - （7）サイクルショップオーケストラ - 山瀬まみ、つぶやきシロー、ふかわりょう
    - 演出 - 小林延行　指導 - ジャン・ロイ、イボン・トゥリニー
- 白組
  - （1）タエタニック - 小堺一機、キャイ〜ン
    - 演出 - 豊島浩行（アジト）　プロデュース - 大平司、加茂裕治

  - （2）MIB - 田代まさし、ホンジャマカ（恵俊彰・石塚英彦）
    - 演出 - 神原孝

  - （3）帰ってきたスーパーチャレンジショー'98 - 北野武
    - 演出 - 三宅恵介　プロデュース - 加茂裕治

  - （4）ショーバスケ POWER DUNK!! - 清水アキラ、そのまんま東、池谷幸雄、ケイン・コスギ、梶原真弓（シェイプUPガールズ）、中島史恵（シェイプUPガールズ）
    - 演出 - 内藤和明　指導 - Scott Wonenberg、Timothy Morse　ステージング - 菊池ヒロユキ

  - （5）ストリートリズムセッション - 佐々木主浩、石井一久、谷繁元信、フジテレビアナウンサー（西山喜久恵・木佐彩子・富永美樹・藤村さおり・深澤里奈・宇田麻衣子・春日由実）
    - 演出 - 栗林堅太郎（NCV）　指導 - 斉藤ノブ、伊達弦　プロデュース - 矢延隆生、斉藤明見（NCV）

  - （6）じょんがら J-POP - 中山秀征、松村邦洋、伊集院光
    - 演出 - 中村肇（ビー・ブレーン）　指導 - 金澤栄

  - （7）手品師 ムッシュ・ド・ボーン - 堺正章、岡田眞澄
    - 演出 - 平林長務　指導 - Sergei ZABOLOTNY、Otto WESSELY、星野徹義

## 第36〜40回

### 第36回
- 放送日 - 1999年1月1日（金曜日）18:30 - 21:30（180分）
- 司会 - 中居正広（総合司会）、八木亜希子（当時・フジテレビアナウンサー・進行）
- キャプテン - 香取慎吾（ヤングチーム）、草彅剛（アダルトチーム）
- 審査員 - 貴乃花、草刈民代、佐々木主浩、浅利純子、植木等
- オープニング
  - 五人の侍 - SMAP（草彅剛・稲垣吾郎・木村拓哉・中居正広・香取慎吾）
- ヤングチーム
  - ハイパーちんどん - 篠原ともえ、モーニング娘。、大森玲子
  - Viva Nuestro Framenco - マルシア、鈴木紗理奈、原千晶、菊池麻衣子、猿岩石（森脇和成・有吉弘行）、ピーピングトム（桑原貞雄・今村久仁人）、ふかわりょう
  - 踊るカレー屋マハラジャ - MAX、飯島愛、アジャ・コング、柳明日香、MISSION、中沢純子、ドロンズ（石本武士・大島直也）、U-turn（土田晃之・対馬盛浩）、アンバランス、やるせなす（石井康太・中村豪）、大隅いちろう
  - 超人 - 松本人志（ダウンタウン）、宮川俊二
  - 世紀末・大道芸術家ガンバルーン'99 - 加藤紀子、奥菜恵、永井美奈子、遠藤久美子、山田花子、安西ひろこ、海砂利水魚（上田晋也・有田哲平）
  - 中国ゴマ・THE SPINNING TOPS - ネプチューン（名倉潤・原田泰造・堀内健）、安達祐実、知念里奈、岡村隆史（ナインティナイン）
- アダルトチーム
  - 橋田ファミリー寄席「お正月は鬼ばかり」 - 橋田壽賀子、泉ピン子、赤木春恵、野村昭子、藤岡琢也
  - バイオリン協奏曲〜THE ANOTHER STORY OF TITANIC〜 - 中山秀征、松本明子、アクシャン、栗林みえ、宮川由起子
  - Art & Seoul - 田代まさし、ホンジャマカ（恵俊彰・石塚英彦）、バカルディ（三村マサカズ・大竹一樹）、TIM（レッド吉田・ゴルゴ松本）、ビビる（大木淳・大内登）、パイレーツ
  - スーパーチャレンジショー'99 - ビートたけし
  - 白雪姫と7人の愉快なオジサマ - 江守徹、山本譲二、服部幸應、ガッツ石松、周富徳、鈴木史朗、北村総一朗
  - La Pizza 〜マエストロ堺のピザハウス - 堺正章、Graziano Bertuzzo

### 第37回
- 放送日 - 2000年1月2日（日曜日）18:00 - 20:54（174分）
- 司会 - 堺正章（総合司会）、内村光良（ウッチャンナンチャン・中立）、南原清隆（ウッチャンナンチャン・ヤングチームキャプテン）、笑福亭鶴瓶（アダルトチームキャプテン）
- 審査員 - 植木等、司葉子、山本寛斎、家田荘子、木村大作
- ヤングチーム
  - 艶姿竜人太鼓 - 深田恭子、優香、酒井彩名、大森玲子、平山綾、堀越のり
  - "NANTA"COOK'IN BEAT MAX - MAX、TIM、アニマル梯団
  - ザ・ヒットスラップオーケストラ - 恵俊彰（ホンジャマカ）、U-turn、アリtoキリギリス、猿岩石、ドロンズ、アンバランス、坂道コロコロ、やるせなす、アクシャン、ダンディ坂野、ジェットキッズ、大隅いちろう、号泣、いつもここから、18KIN、シャカ、はなわ、チョーダイ、ダブルブッキング、安田と竹内、オーデション、Bコース、爆裂クレイジー、METAMO、新井利佳、上田愛美、町田恵、佐々木絵美子、藤岡麻美、野崎恵、松本江里子
  - トリオ・ザ・漫才 - 鈴木紗理奈、藤原竜也、なすび
  - マリンバ　オーケストラ - ネプチューン（名倉潤・堀内健・原田泰造）、ビビる（大内登・大木淳）、千秋、安西ひろこ
- アダルトチーム
  - （FARHA）ベリーダンス - マルシア、飯島愛、原千晶、カイヤ川崎、栗林みえ、野仲美貴、鶴久政治
  - 壽賀子イリュージョン 渡る世間はマジックばかり - 橋田壽賀子、泉ピン子、松本明子
  - WILD LOCK - 田代まさし、TIM（レッド吉田・ゴルゴ松本）
  - おじさまメルヘンワールド「赤ずきんと5匹のオオカミさん」 - 岡田眞澄、ガッツ石松、服部幸應、鈴木史朗、石塚英彦（ホンジャマカ）、木村佳乃
  - TOP JUGGLER - 中山秀征、遠藤久美子、八反安未果、セイン・カミュ
- 番外
  - ドラマ「GTR」 - DA PUMP、ビビアン・スー、モーニング娘。、桑野信義、ダチョウ倶楽部（寺門ジモン・上島竜兵・肥後克広）、矢作美樹、畑山隆則、太郎・次郎、山田邦子

### 第38回
- 放送日 - 2001年1月1日
- 司会 - 堺正章（総合司会）、内村光良（ウッチャンナンチャン・中立）、南原清隆（ウッチャンナンチャン・ヤングチームキャプテン）、笑福亭鶴瓶（アダルトチームキャプテン）
- 審査員 - 植木等、森光子、山本寛斎、家田荘子、木村大作
- オープニング
  - サルティンバンコで超超超バンジー!! - モーニング娘。
- ヤングチーム
  - 郷土芸能・銭太鼓でドーン! - ホンジャマカ、U-turn、千秋、ドロンズ、やるせなす、ホーム・チーム、ジョビジョバ、ポプラ並木、シャカ、ビーム、Over Drive、18KIN、ゴリけん、EE JUMP、矢作美樹、METAMO、中沢純子、佐藤江梨子、Folder5、須藤温子、Z-1、乙葉、坂井ひろみ、松田樹里、野仲美貴、加藤明日美、Ace File、南奈央、田部けい子
  - あみと恭子のAKチャート - 鈴木あみ、深田恭子
  - ダンボールエンジェル - 観月ありさ、神田うの、河相我聞、ふかわりょう、ビビる、アンバランス
  - 女神降臨の鼓 - 優香、ネプチューン、ダンディ坂野、大隅いちろう、ダブルブッキング、火災報知器、パラシュート部隊、朝倉由紀乃、飯野あかね、飯野あゆみ、井口麻美、臼井静、小野寺麻郁、橋爪しのぶ、松本範子
  - Stick Juggler - 中山秀征、佐藤藍子、内山理名、セイン・カミュ
- アダルトチーム
  - 東京サルサ - 山田邦子、マルシア、原千晶、清水アキラ、モト冬樹、大沢健、TIM、オセロ、ピーピングトム、安西ひろこ、アクシャン、乾貴美子、安藤亮司、周防玲子、川村亜紀、金子さやか
  - おじさまメルヘンワールド アラビアン・ダンスサイト - 谷啓、藤村俊二、岡田眞澄、高木ブー、ガッツ石松、大塚範一、飯島直子
  - スガティンバンコ2001 - 橋田壽賀子、泉ピン子、松本明子、えなりかずき
  - トリオ・ザ・漫才2 - 鈴木紗理奈、筧利夫、真中瞳
  - 堺正章 流星之舞 - 堺正章
    - 演目の内容が危険を伴うものであり、本番当日に総合司会を務めながら行うと事故を起こす可能性があることから、当該パートのみ事前収録とした。
- 応援
  - ハラぱら応援団 - 酒井彩名、平山綾、堀越のり、野村恵里、西端さおり、ダチョウ倶楽部、飯島愛、バカリズム、ホメゴロシ
  - 飛び入り応援 - キャイ〜ン、有坂来瞳

### 第39回
- 放送日 - 2002年1月2日（水曜日）19:00 - 21:54（174分）
- 司会 - 堺正章（総合司会）、内村光良（ウッチャンナンチャン・中立）、南原清隆（ウッチャンナンチャン・ヤングチームキャプテン）、笑福亭鶴瓶（アダルトチームキャプテン）
- 審査員 - 植木等、橋田壽賀子、佐々淳行、高嶋ちさ子、片山晋呉
- ヤングチーム
  - code - DA PUMP
  - HIP TAP deお正月 - w-inds.、菊川怜、小池栄子、野村恵里、一戸奈未
  - アイス・ウォーターボーイズ - 雨上がり決死隊（蛍原徹・宮迫博之）、DonDokoDon（平畠啓史・山口智充）、ガレッジセール（ゴリ・川田広樹）、大山英雄、内藤陽子
  - AIR RIDE - ビビる（大内登・大木淳）、ホーム・チーム
  - BIJINthe漫才 - 観月ありさ、神田うの、シャカ
  - ホリー・ポッター〜健ちゃんの石〜 - ネプチューン（名倉潤・堀内健・原田泰造）、原千晶、TIM（レッド吉田・ゴルゴ松本）、千秋、酒井彩名、ハモネプオールスターズ
  - ザ・フープス - 中山秀征
- アダルトチーム
  - テルミンプラトニックオーケストラ - 飯島愛、真中瞳、金子さやか、FLAME
  - CHANGE! - 榊原郁恵、井森美幸、西端さおり、須藤温子
  - へらふぉん - 恵俊彰（ホンジャマカ）、さまぁ〜ず（大竹一樹・三村マサカズ）、ふかわりょう、ドロンズ（大島直也・石本武士）
  - DREAM ON STAGEウキウキパラダイス - 柴田理恵、山本圭壱（極楽とんぼ）、はしのえみ、岸田健作、T3
  - おじさまメルヘンワールド2002・世界はひとつ!みんな仲良く! - 石塚英彦（ホンジャマカ）、谷啓、岡田眞澄、木村大作、安斎勝洋、山中秀樹アナ
    - 第36回から続いた“おじさま”シリーズは、この回で終了となった。

  - SUPER FLY - マルシア
    - 収録後、共演した田代まさしが2001年12月に不祥事で逮捕されたことで、フジテレビは急遽田代の出演部分を全てカットし、代役を立てて同演目を収録し直した[5]。

  - 50の手習い - 堺正章

### 第40回
- 放送日 - 2003年1月1日（水曜日）18:00 - 20:54（174分）
- 司会 - みのもんた（総合司会）、八木亜希子（当時・フジテレビアナウンサー・進行）
- 審査員 - 植木等、橋田壽賀子、宮本恒靖、高島礼子、道場六三郎
- オープニング
  - 連続40回長縄跳び - モーニング娘。
- 西軍
  - 扇子オブファンタジスタ - ダチョウ倶楽部（寺門ジモン・肥後克広・上島竜兵）、山田花子、中川家（剛・礼二）、吉岡美穂、MEGUMI、Lead
  - 究極のかくし芸・フロモンティ - 雨上がり決死隊（宮迫博之・蛍原徹）、DonDokoDon（山口智充・平畠啓史）、ガレッジセール（ゴリ・川田広樹）
  - 逆回転ミュージカル ラレデンシ - 松本明子、上原多香子、氷川きよし、奈美悦子
  - 中国語劇「ナースのお仕事」 - DA PUMP、恵俊彰（ホンジャマカ）、真中瞳、小松政夫、花田勝、浅香唯、ソニン、江川有未、アグネス・チャン、デヴィ・スカルノ、三瓶、さまぁ〜ず（大竹一樹・三村マサカズ）
  - ファイヤー火リュージョン 〜HIDAM〜 - ネプチューン（名倉潤・原田泰造・堀内健）、TIM（レッド吉田・ゴルゴ松本）、今井絵理子、山咲トオル
  - THE DRUNKEN MAN〜果てしなき家路 - 内村光良（ウッチャンナンチャン）
- 東軍
  - Jumpin'Dance Flag - モト冬樹、マルシア、小池栄子、佐藤江梨子、金子さやか、やるせなす、一戸奈未、原史奈、シャカ、矢作美樹、小向美奈子、パラシュート部隊、かとうえりこ
  - ZAN 100+1 - 吉沢悠、神田うの、梅宮アンナ、藤原喜明、杉崎政宏
  - YO-YO - 中山秀征、FLAME
  - ザ・リングお笑いリメイク - 石塚英彦（ホンジャマカ）、飯島愛、コージー冨田、w-inds、原口あきまさ、ビビる大木、ふかわりょう、ゆうたろう、つぶやきシロー、清水ミチコ
  - ジャグラーオブニューヨーク - えなりかずき、江成正元、川村ひかる、ベッキー
  - お年玉2003 - 堺正章

- この収録で内村が身体にダメージを負い、他局の番組の収録に影響を及ぼした（これは他局で放映された番組の内容に組み込まれている）。

## 第41回〜

### 第41回
- 放送日 - 2004年1月1日（木曜日）18:00 - 21:09（189分）
- 司会 - みのもんた（総合司会）、内田恭子（当時・フジテレビアナウンサー・東軍進行）、高島彩（当時・フジテレビアナウンサー・西軍進行）
- 監督 - 堺正章（東軍）、笑福亭鶴瓶（西軍）
- 審査員 - 植木等、橋田壽賀子、貴乃花親方、大地真央、ラモス瑠偉
- オープニング
  - 15人全員同時テーブルクロス引き - モーニング娘。
- 西軍
  - HICAGO - 氷川きよし、飯島愛、やるせなす（中村豪・石井康太）
  - アクロバットモンキーズ - 金子貴俊、KABA.ちゃん、シェイン・コスギ、塩谷瞬、シャカ、杉浦太陽、須藤元気、つるの剛士、ニコラス・ペタス、羽緒レイ、ビビる大木、ふかわりょう、船木誠勝、ホーム・チーム、山本康平
  - アイスウォーターボーイズ・リベンジ - 雨上がり決死隊（蛍原徹・宮迫博之）、DonDokoDon（山口智充・平畠啓史）、ガレッジセール（川田広樹・ゴリ）、大山英雄、小池栄子、根本はるみ、小出早織
  - CRAZY CLIMBER - ネプチューン（名倉潤・原田泰造・堀内健）、TIM（レッド吉田・ゴルゴ松本）、宮地真緒、安倍麻美
  - 酒つくります! - 恵俊彰（ホンジャマカ）、松本明子、さまぁ〜ず（大竹一樹・三村マサカズ）
- 東軍
  - 新春大奥絵巻 - えなりかずき、江成正元、ベッキー、佐藤里佳アナ、佐々木恭子アナ、梅津弥英子アナ、中野美奈子アナ、戸部洋子アナ、長野翼アナ
  - 下駄タップ - マルシア、MAX、佐藤江梨子、MEGUMI、金子さやか、原史奈、野仲美貴、くまきりあさ美、あびる優、上野未来、熊田曜子、セイラ、中川翔子、杏さゆり、山田千鶴、堤なぎさ、Springs、青木さやか
  - マトリックスデブリューションズ - 石塚英彦、パパイヤ鈴木、ウガンダ・トラ、ダチョウ倶楽部（肥後克広・上島竜兵・寺門ジモン）、松村邦洋、内山信二、石本武士（ドロンズ）、モリ夫（モリマン）、川原亜矢子
  - Drumz - 中山秀征、川村ひかる、若槻千夏、FLAME、Lead
  - 明けましてお正パフ - 堺正章
- 応援
  - 西軍 - はなわ、テツandトモ（テツ・トモ）
  - 東軍 - ダンディ坂野、いつもここから（山田一成・菊地秀規）

### 第42回
- 放送日 - 2005年1月1日（土曜日）18:00 - 21:09（189分）
- 司会 - みのもんた（総合司会）、内田恭子（当時・フジテレビアナウンサー・東軍進行）、高島彩（当時・フジテレビアナウンサー・西軍進行）
- 監督 - 堺正章（東軍）、久本雅美・笑福亭鶴瓶（西軍）
- 審査員 - 植木等、高島礼子、アニマル浜口、浜口京子、荒俣宏
- 西軍
  - 魔女のお正月 - 氷川きよし、松浦亜弥、飯島愛、石井康太（やるせなす）、ふかわりょう
  - 女子二十六大艶舞 飛翔鳳凰 - マルシア、MAX、山川恵里佳、くまきりあさ美、大城美和、野仲美貴、納見佳容、磯山さやか、夏川純、安倍麻美、チェンチュー、ゆりん、中川翔子、小松世奈、宮澤寿梨、Springs、仲程仁美、益子梨恵、Rino、小川奈那、長澤奈央、河辺千恵子
  - はねるのトびら演目（逆にスウィングガールズ） - キングコング（梶原裕太・西野亮廣）、ロバート（山本博・秋山竜次・馬場裕之）、インパルス（堤下敦・板倉俊之）、北陽（伊藤さおり・虻川美穂子）、ドランクドラゴン（塚地武雅・鈴木拓）
  - フライングツイスター - ネプチューン（名倉潤・堀内健・原田泰造）、W（辻希美・加護亜依）、TIM（ゴルゴ松本・レッド吉田）、KABA.ちゃん
  - 24デイズ - 恵俊彰（ホンジャマカ）、さまぁ〜ず（三村マサカズ・大竹一樹）、ビビる大木、若槻千夏
- 東軍
  - 大奥独楽絵巻 - えなりかずき、江成正元、梅津弥英子アナ、中野美奈子アナ、戸部洋子アナ、斉藤舞子アナ
  - ロード・オブ・ザ・スタント〜奇跡の生還〜 - くりぃむしちゅー（有田哲平・上田晋也）、吉岡美穂、劇団ひとり、アンタッチャブル（山崎弘也・柴田英嗣）
  - ウォーターアートボーイズ - 石塚英彦（ホンジャマカ）、パパイヤ鈴木、後藤真希、WaT（ウエンツ瑛士・小池徹平）、Lead、D-BOYS（中村勝樹・皆川佑馬・五十嵐隼士）
  - スーパーカードマジック - 中山秀征、飯田圭織、矢口真里、高橋愛
  - 怪人ダイスvs超人コルク - 堺正章、藤村俊二
- 応援
  - 西軍 - はなわ、テツandトモ（テツ・トモ）、友近、レギュラー（松本康太・西川晃啓）、陣内智則、カンニング（中島忠幸・竹山隆範）
  - 東軍 - 青木さやか、長井秀和、アンガールズ（田中卓志・山根良顕）、ヒロシ、波田陽区、いつもここから（山田一成・菊地秀規）

### 第43回
- 放送日 - 2006年1月1日（日曜日）18:00 - 21:24（204分）
- 司会 - みのもんた（総合司会）、内田恭子（当時・フジテレビアナウンサー・東軍進行）、高島彩（当時・フジテレビアナウンサー・西軍進行）
- キャプテン - 堺正章（東軍）、久本雅美（西軍）、青木さやか（西軍・副）
- 審査員 - 谷啓、井筒和幸、松坂慶子、萬田久子、諸見里しのぶ
- 西軍
  - 踊る花嫁〜女の幸せ〜 - 杉田かおる、MAX、熊田曜子、ほしのあき、森下千里、遠藤玲子アナ、平井理央アナ、宮瀬茉祐子アナ
  - はねるのトびら演目（逆さスウィングガールズ） - キングコング（西野亮廣・梶原雄太）、ロバート（馬場裕之・山本博・秋山竜次）、インパルス（板倉俊之・堤下敦）、北陽（虻川美穂子・伊藤さおり）、ドランクドラゴン（鈴木拓・塚地武雅）
  - 大奥三味線 - 松浦亜弥、石原良純、千野志麻アナ、政井マヤアナ、中野美奈子アナ、中村仁美アナ、戸部洋子アナ
  - 自転車男 - 恵俊彰（ホンジャマカ）、波田陽区、氷川きよし、後藤真希、我修院達也、温水洋一、なすび、劇団ひとり、飯島愛
  - ひとりオーケストラ - 久本雅美、青木さやか
- 東軍
  - スウィート・ボーイズ - 石塚英彦（ホンジャマカ）、ゴルゴ松本（TIM）、ふかわりょう、はなわ、マイケル、ランディマッスル、BxBハルク、ダニエル三島、マイケル岩佐、アンソニー・W・森、焙煎TAGAI、倉富益二郎、ユンボ安藤
  - ヤングマン コロシアム - 西城秀樹、WaT（ウエンツ瑛士・小池徹平）、斉藤祥太、斉藤慶太、D-BOYS（鈴木裕樹・加治将樹）、渡辺和洋アナ、田中大貴アナ、田淵裕章アナ
  - 炎のジャグラー - ネプチューン（名倉潤・原田泰造・堀内健）、レッド吉田（TIM）、ビビる大木、W
  - スーパーリズムタップ - 中山秀征、安倍なつみ、若槻千夏、Lead
  - マチャおじさんの最優秀個人ショー!! - 堺正章
- 特別チャレンジ演目
  - DEAD or ALIVE - ボビー・オロゴン、大仁田厚、アンガールズ（田中卓志・山根良顕）
- 応援合戦「ジャイアント相撲」
  - 西軍 - HG（レイザーラモン）、レギュラー（西川晃啓・松本康太）、前田健、安田大サーカス（団長・HIRO・クロちゃん）、原口あきまさ、波田陽区、竹山隆範（カンニング）
  - 東軍 - 長州小力、アンガールズ（田中卓志・山根良顕）、ダチョウ倶楽部（寺門ジモン・上島竜兵・肥後克広）、はなわ、ダンディ坂野

### 第44回
- 放送日 - 2007年1月1日（月）17:50 - 20:54（184分）
- 司会 - みのもんた（総合司会）、高島彩（当時・フジテレビアナウンサー・進行）
- キャプテン - ネプチューン（名倉潤・堀内健・原田泰造）（西軍）、堺正章（東軍）
- 副キャプテン - 青木さやか（西軍）、中山秀征（東軍）
- 審査員 - 谷啓、松坂慶子、高島礼子、柳本晶一、髙田延彦
- 特別演目
  - 新春開運演舞[要出典] - 細木数子・西川のりお（西川のりお・上方よしお）、X-GUN（西尾季隆・さがね正裕）、モンキッキー、長州小力、熊田曜子、山本梓
- 西軍
  - 「ヴィーナスアイランド〜千手観音エピソード1」 - 石原良純、辻希美、安倍麻美、中川翔子、青山玲子、安慶名ゆかり、稲垣実花、木口亜矢、岸田恵里子、岸田理奈、小島祥子、崎山一葉、高木梓、高橋祐月、田嶌有理奈、玲奈
  - 「伝説の喜劇人〜封印された名シーン〜」（水10!『ココリコミラクルタイプ』チーム演目） - ココリコ（遠藤章造・田中直樹）、松下由樹、坂井真紀、八嶋智人、小西真奈美、大倉孝二、品川庄司（庄司智春・品川祐）、村上知子（森三中）、福田沙紀
  - 「ザ・限界ジャンパー」 - ネプチューン（名倉潤・堀内健・原田泰造）、矢口真里、Lead
  - 「Dr.コトン診療所2007」 - 恵俊彰（ホンジャマカ）、三船美佳、泉谷しげる、林家正蔵、氷川きよし、ザ・たっち（かずや・たくや）
  - 「真剣SHOW〜危険すぎる女たち〜」 - 中尾ミエ、青木さやか
- 東軍
  - 「新春荒波太鼓」 - WaT（小池徹平・ウエンツ瑛士）、アンガールズ（山根良顕・田中卓志）、戸部洋子アナ、石本沙織アナ
  - 「イリュージョン〜禁断の裏側〜」 - 松浦亜弥、石塚英彦（ホンジャマカ）、ふかわりょう、長州小力、桜塚やっくん、山中秀樹
  - 「中国獅子舞」 - 斉藤慶太、斉藤祥太、D-BOYS（遠藤雄弥・和田正人・鈴木裕樹・加治将樹・皆川佑馬）、渡辺和洋アナ、田中大貴アナ、倉田大誠アナ、田淵裕章アナ、小穴浩司アナ
  - 「ミラクルショットボウリング」 - 中山秀征、中野美奈子アナ、中村仁美アナ
  - 「ゴッドハンド136」 - 堺正章
- 特別チャレンジ演目
  - 「舞氷の匠」 - TIM（レッド吉田・ゴルゴ松本）、波田陽区、ビビる大木、KABA.ちゃん、山本裕典、ほしのあき、夏川純、白鳥百合子、佐野瑞樹アナ、秋元優里アナ、本田朋子アナ、松尾翠アナ
- 特別乱入演目
  - 「素TAP」 - ビートたけし

- この年からハイビジョン制作になったが『ココリコミラクルタイプ』チームの演目は4:3のアナログ画像で撮影されており、「水10!」自体がこの年の秋改編で打ち切りなった為、翌2008年以降はハイビジョン制作の撮影に切り替わる。
- この回の視聴率は16.0%。

### 第45回
- 放送日 - 2008年1月1日（火曜日、2007年11月24日収録）17:50 - 21:17（207分）
- 司会 - みのもんた（総合司会）、高島彩（当時・フジテレビアナウンサー、進行）
- キャプテン - ネプチューン（名倉潤・堀内健・原田泰造）（西軍）、堺正章（東軍）
- 副キャプテン - 青木さやか（西軍）、中山秀征（東軍）
- 審査員 - 森光子、松坂慶子、東国原英夫、内藤大助、岡島秀樹
- 西軍
  - 「ヘキサゴンミュージックパレード 〜チンプン管プン元気よく〜」（パイプホン） - Pabo（里田まい・木下優樹菜・スザンヌ）、羞恥心（つるの剛士・上地雄輔・野久保直樹）、KABA．ちゃん、アンガールズ（田中卓志・山根良顕）、波田陽区、山本モナ、時東ぁみ
  - 「完璧なる合コン」（ヌンチャク、皿回し、ブレイクダンス） - にしおかすみこ、中川翔子、ギャル曽根、柳原可奈子、細川茂樹
  - 「ミラクル・バランス」(ジャーマンホイール) - ネプチューン（名倉潤・堀内健・原田泰造）、矢口真里、Lead
  - 「返人 ラリーレオ」（卓球） - 恵俊彰（ホンジャマカ）、ほしのあき、ハリセンボン（近藤春菜・箕輪はるか）、藤崎マーケット（田崎佑一・トキ）
  - 「チェーンソーショー 〜切れ味のいい女達〜」 - 中尾ミエ、青木さやか
- 東軍
  - 「地獄の高所スタント ザ・ダイブ」 - WaT（ウエンツ瑛士・小池徹平）
  - 「炎のシェフ 〜ザ・TEPPAN・ショー〜」 - 石塚英彦（ホンジャマカ）、安倍麻美、山本裕典、DJナイク（ナレーション）
  - 「イケメンジャンパーズ」 - 斉藤祥太・斉藤慶太、溝端淳平、D-BOYS（加治将樹・熊井幸平・瀬戸康史・中川真吾）、フジテレビ男性アナウンサー（渡辺和洋・田淵裕章・小穴浩司・中村光宏）
  - 「ダンシング・ドラム・フィーバー」 - ビビる大木（ナレーション）、中山秀征、フジテレビ女性アナウンサー（大島由香里・生野陽子）
  - 「ホールインワン 奇跡への挑戦」 - 堺正章
- 特別演目
  - 「素TAP2」 - ビートたけし
- 応援合戦
  - TIM（ゴルゴ松本・レッド吉田）、アントキの猪木、クールポコ（せんちゃん・小野まじめ）、小島よしお、藤崎マーケット（田崎佑一・トキ）、ムーディ勝山

### 第46回
- 放送日 - 2009年1月1日（木曜日）
- 進行 - 高島彩（当時・フジテレビアナウンサー）
- 審査員 - 松坂慶子、茂木健一郎、高橋克実、上野由岐子、太田雄貴
- 「三太郎物語」 - 羞恥心（つるの剛士・上地雄輔・野久保直樹）、Pabo（里田まい・スザンヌ・木下優樹菜）、misono、品川庄司（品川祐・庄司智春）、FUJIWARA（藤本敏史・原西孝幸）、アンガールズ（田中卓志・山根良顕）、岡田圭右（ますだおかだ）、小島よしお、ダンディ坂野、波田陽区、金剛地武志、クリス松村、中村仁美（当時・フジテレビアナウンサー）
- 「踊るイケメン!～男子新体操～」 - D-BOYS（遠藤雄弥・加治将樹・柳下大・高橋龍輝・橋本汰斗）、フジテレビ男子アナウンサー
- 「5 HEROES」 - ネプチューン（名倉潤・堀内健・原田泰造）、市川亀治郎、城田優
- 「打姫」 - ホンジャマカ（恵俊彰・石塚英彦）、青木さやか、柳原可奈子、早乙女太一、木村卓寛（天津）
- 「DREAM BUBBLE SHOW」 - 中山秀征、矢口真里、中川翔子、フジテレビ女性アナウンサー（平井理央・本田朋子）
- 「個人演目（アーチェリー）」 - 堺正章
- 特別演目
- 「エコ・ミュージアム～光の泉～」 - TIM、はるな愛、にしおかすみこ、山本高広、我が家（坪倉由幸・谷田部俊・杉山裕之）、ロッチ（中岡創一・コカドケンタロウ）、狩野英孝、しずる（村上純・池田一真）、フルーツポンチ（亘健太郎・村上健志）、柳原可奈子、中上真亜子